# Forêt de Crécy
Ne doit pas être confondu avec la forêt de Crécy en Seine-et-Marne.
La forêt de Crécy est une forêt domaniale des Hauts-de-France, située dans le département de la Somme, entre Abbeville et Berck. D'une superficie de 4 300 hectares, elle constitue un des principaux massifs forestiers de France.
Elle est riche autant en bois (charme, chêne et surtout hêtre) qu'en gibier.

## Géographie

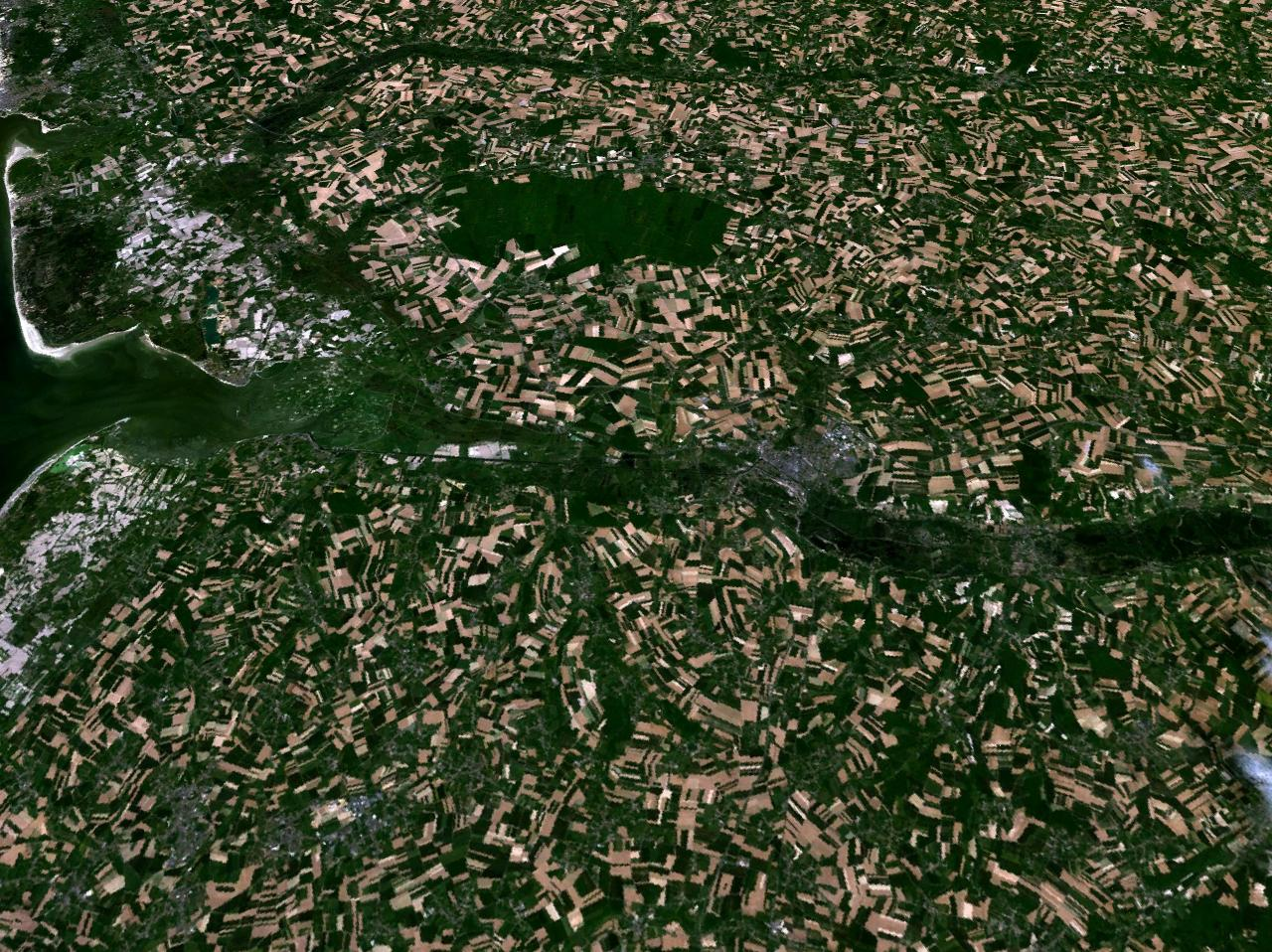
Photo satellite de l'embouchure de la Somme : la forêt de Crécy est le massif rectangulaire sombre au centre de la partie supérieure de la photo.

La forêt de Crécy s'étend sur un plateau dominant au nord la vallée de l'Authie (communes de Crécy-en-Ponthieu, Regnière-Écluse, Vironchaux), au sud la vallée de la Somme (communes de Forest-l'Abbaye, Nouvion et Lamotte-Buleux), et en direction de la mer, à l'ouest, Forest-Montiers, Bernay-en-Ponthieu, puis Rue.
Le domaine forestier s'étend sur cinq communes :
- Crécy-en-Ponthieu : 3 715 ha ;
- Bernay-en-Ponthieu : 240 ha ;
- Forest-Montiers : 224 ha ;
- Forest-l'Abbaye : 81 ha ;
- Canchy : 42 ha.
La forêt de Crécy, relique de la forêt gauloise et donc probablement pour partie de la forêt préhistorique, est le massif forestier le plus étendu du département de la Somme. Son relief peu marqué (30 à 70 mètres d'altitude) est constitué d'un socle de craie à silex du Crétacé supérieur (Sénonien), recouvert par les limons des plateaux silico-argileux datant du Quaternaire. Les terrains sont filtrants, profonds et riches, souvent acides.

## Histoire
Dans la forêt de Crécy, aux lieux-dits : Hutte des Grands Hêtres, les Grands Hêtres, le Poteau de Nouvion, subsistent des tumulus (buttes funéraires), témoins de l'occupation humaine du site pendant la civilisation des champs d'urnes (~1350 à ~1150 av. J.C.) à la fin de l'âge du bronze,.

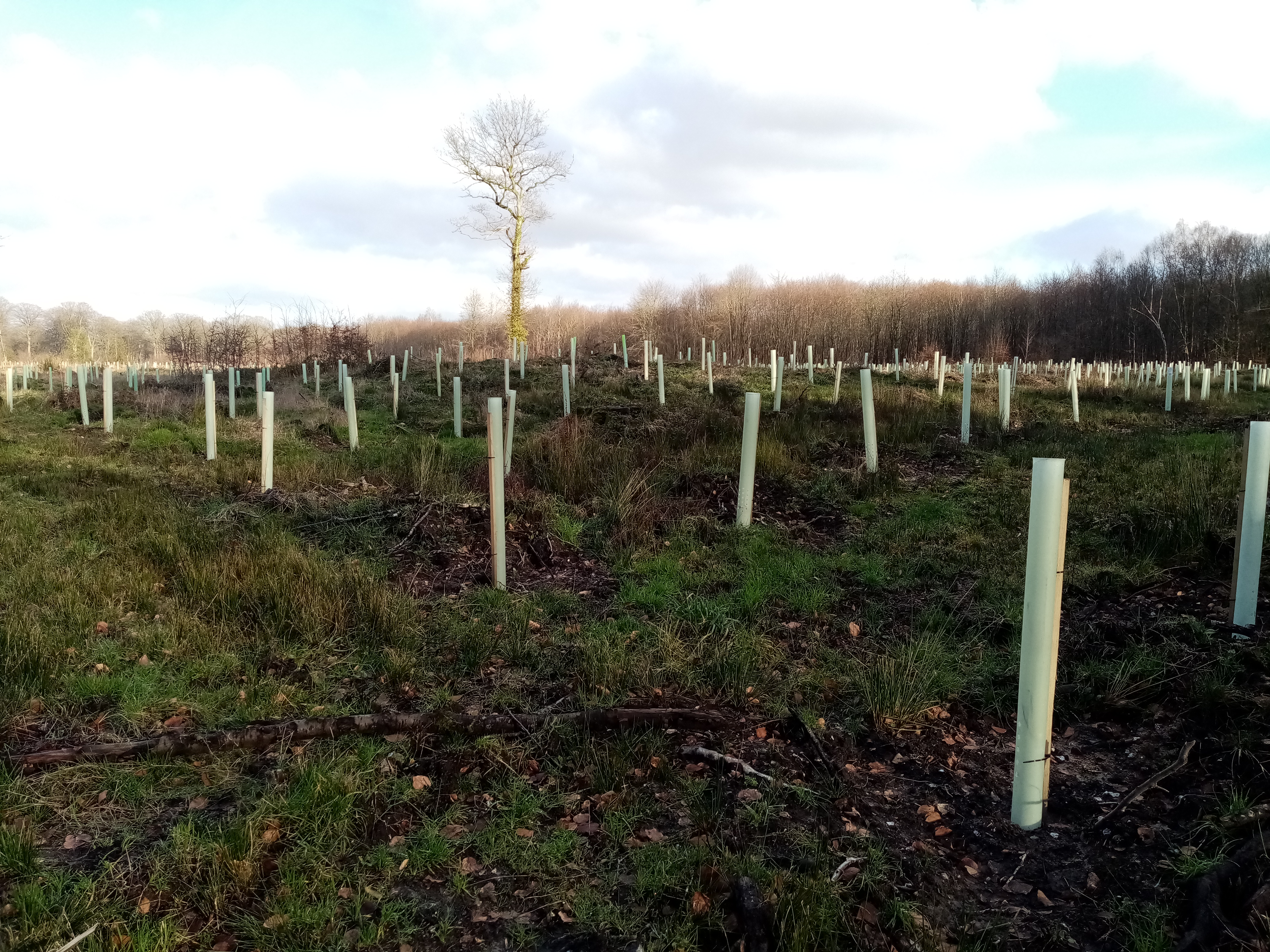
Tombelle près de la hutte des grands hêtres.

À l'origine, la forêt de Crécy s'étendait de la Somme à l'Authie. Les Romains commencèrent à éclaircir ce massif pour le passage de la grande voie d'Amiens au village de Ponches d'une part, et d'autre part à l'ouest par la chaussée reliant le Beauvaisis à Boulogne-sur-Mer.
Au VIIe siècle, les bénédictins de Saint-Valery, Saint Josse, Saint Saulve de Montreuil, de Forest-Montiers, de Balance et de Valloires défrichent également les bois qui avoisinent leurs monastères. Le roi des Francs Dagobert Ier attribue alors à l’ermite Riquier une partie de la forêt de Crécy. Le futur saint finira ses jours le 26 avril 645 dans un ermitage qui deviendra établissement religieux puis Abbaye de Forest-Montiers. Plus tard, l'ermitage étant devenu une abbaye, Jeanne de Ponthieu permit aux religieux de défricher les terres labourables.
Un diplôme de Charlemagne de l'an 797 ne distingue pas le domaine autrement que par la dénomination générale de « forêt ». Un capitulaire de Charles le Chauve (877) précise la dénomination « forêt de Crécy » (Criciacum).
Tandis que les abbayes prospèrent autour de la forêt, la Guerre de Cent Ans, avec ses batailles, pillages et épidémies, décime la population et conduit à des abandons de cadavres qui, en quelques années, attirent les loups et les incitent à s'attaquer à l'homme. Dès la fin du XIVe siècle, les loups étaient si nombreux qu'ils pénétraient dans les villes : le chapelain de l'Hôtel-Dieu d'Abbeville, pour l'office à Saint-Nicolas des Essars, était obligé de se faire accompagner par des dogues et en 1398, le duc de Bourgogne, de passage à Abbeville, partit chasser le loup à Crécy. Malgré le goût des monarques pour la chasse dans cette forêt (particulièrement Louis XI et François Ier), les défrichements successifs ont réduit dès 1666 la forêt à ses proportions actuelles (4 300 hectares). On y compte alors 14 000 chênes, et autant de hêtres, dont plusieurs mesurent de 60 à 80 pieds. Le bois fut largement mis à contribution par les arsenaux sous Colbert et ses successeurs.
La « forêt royale » de Crécy ne constituait qu'une partie du massif forestier ; le pourtour était partagé entre les chanoines d'Abbeville, l’abbaye de Dommartin, les Chartreux d'Abbeville, les Célestins d'Amiens et la commanderie de Beauvoir : la toponymie locale perpétue le souvenir de ces anciens propriétaires.
À la Révolution, la plupart de ces bois - à l'exception du bois du Rondel - furent incorporés à la forêt domaniale afin de réaliser l'unité du massif.
C'est le duc de Montpensier  qui la recueillit de l 'héritage de Madame Adélaïde d'Orléans et fut contraint de la vendre après le senatus-consulte de Napoléon qui spoliait la famille d 'Orléans de ses biens.[réf. nécessaire]

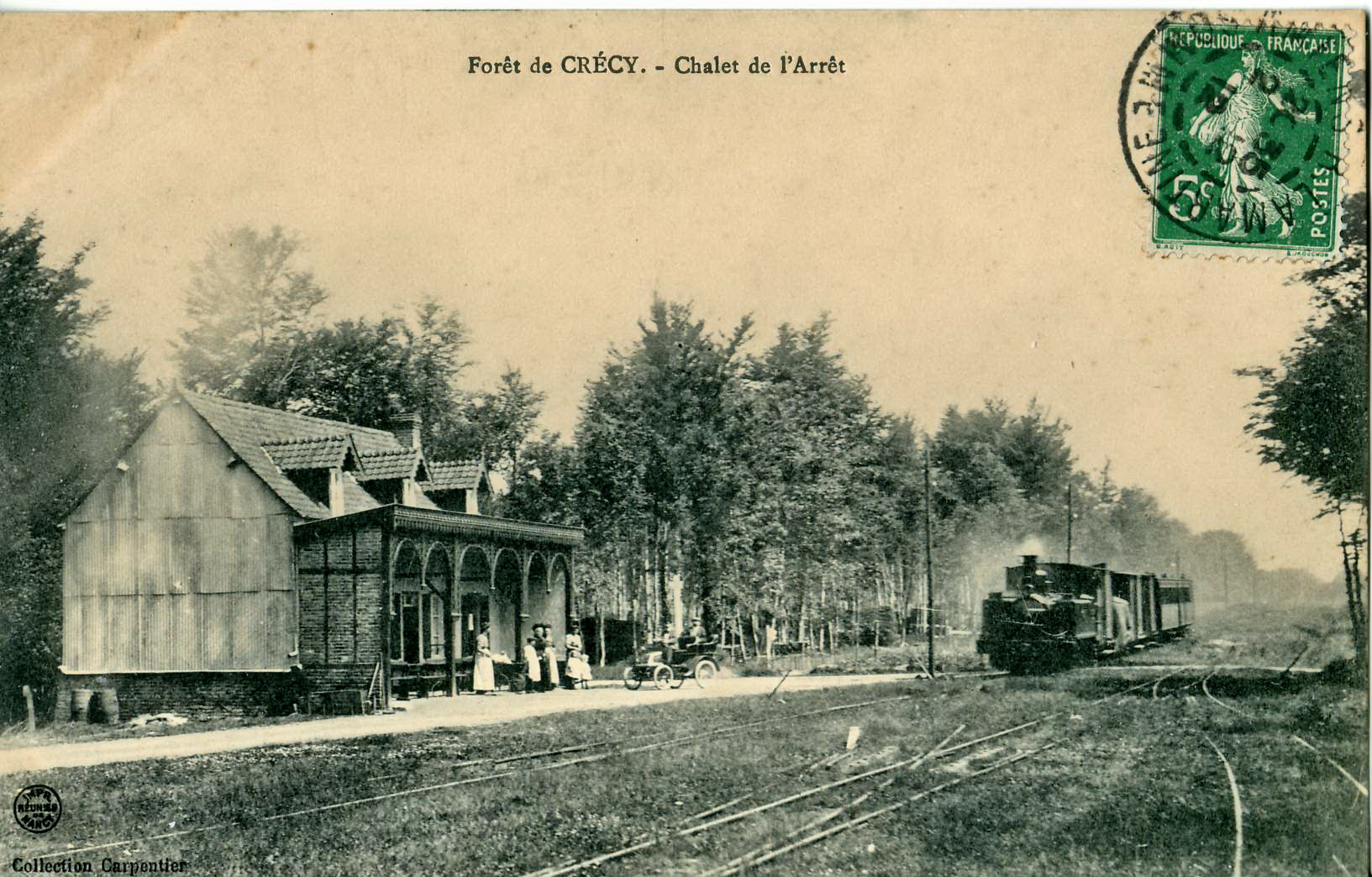
Halte ferroviaire en Forêt de Crécy.

Au temps de l'exploitation des Chemins de fer départementaux de la Somme, la forêt était desservie par une halte sur la ligne Abbeville - Dompierre-sur-Authie. Cette halte, à la Clairière du muguet, servait notamment à l'exploitation sylvicole.

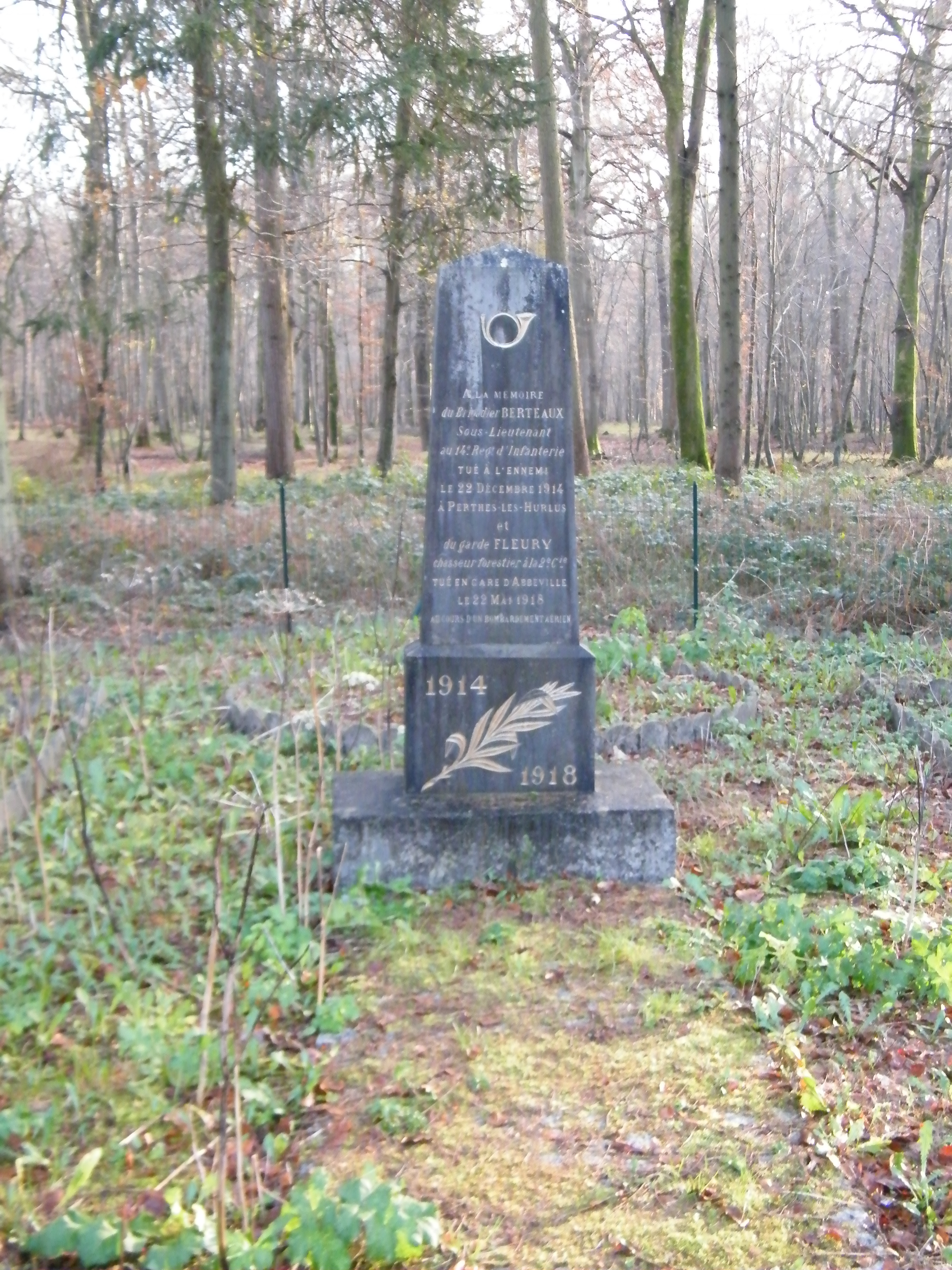
Monument 1914-1918.

La forêt fut utilisée par l'armée au cours de la Première Guerre mondiale. Les troupes britanniques, stationnées à Forest-Montiers, causeront des dommages signalés par les gardes.
Pendant la Seconde Guerre mondiale, les Allemands expulsèrent à plusieurs reprises les bûcherons et endommagèrent le domaine forestier pour la mise en place de leur ligne de défense.
Les Allemands y installèrent un dépôt de munitions qui fut pris par les troupes canadiennes le 4 septembre 1944.

## Flore et faune

### Flore

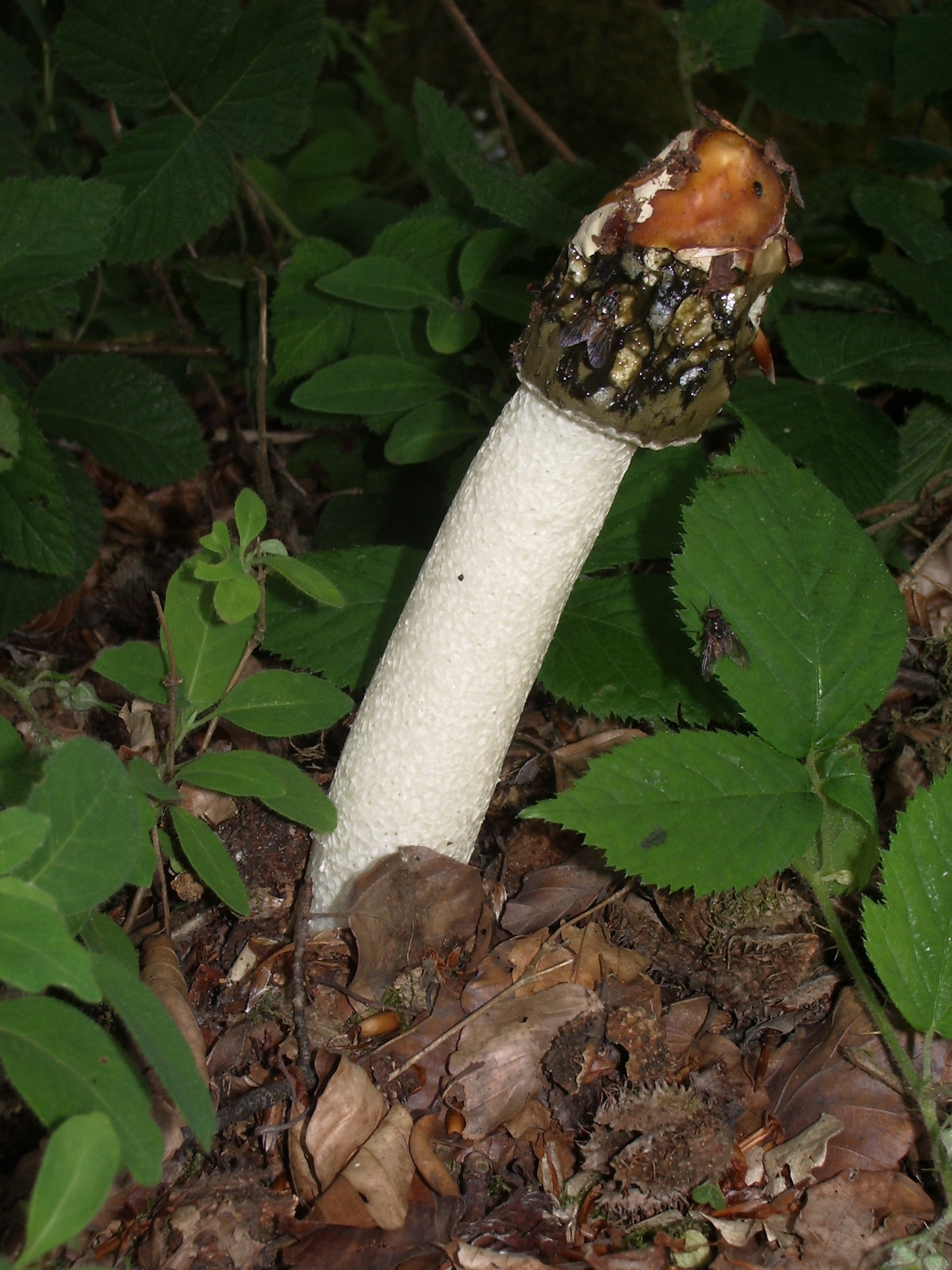
La forêt recèle des trésors mycologiques.

#### Les essences d'arbres
La forêt de Crécy, naguère exploitée en taillis pour produire du bois de chauffe à partir de hêtres recépés tous les 36 ans, ne comportait plus qu'une « réserve » limitée composée de hêtres (70 %) et de chênes (30 %) : les « blancs hêtres » de Crécy.

La partie centrale de la forêt (800 ha) a été transformée en futaie grâce à une action continue engagée il y a plus d'un siècle, afin de valoriser la production en bois d'œuvre au détriment du bois de chauffage (moins demandé depuis l'avènement du charbon, et ensuite du fioul domestique). Il est envisagé de promouvoir l'essence noble de Crécy (le Hêtre européen), au moyen de coupes rases, suivies immédiatement de plantations, préservant de la sorte le caractère de grand massif feuillu si ce n'est sa richesse génétique historique.

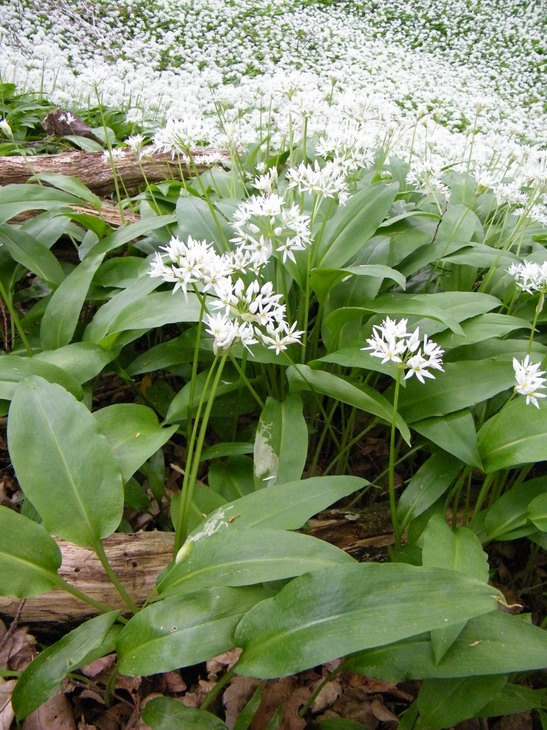
Tapis d'Ail des ours.

La perspective du réchauffement climatique conduit pourtant à envisager l'introduction accrue du chêne sessile (chêne rouvre), plus adapté aux nouvelles conditions atmosphériques prévues pour la fin du XXIe siècle.
Des résineux ont été introduits après l'exploitation inconsidérée imposée par l'Occupant pendant la Seconde Guerre mondiale (« asperges de Rommel »). Douglas, épicéa, pin, sapin... ont apporté une diversification de la production moins décriée aujourd'hui, au moment  de leur exploitation, qu'à l'époque de leur plantation.

#### Les fleurs
On trouve toujours, à la bonne saison, une plante en floraison. Les tapis d'anémones sylvie suivent ou accompagnent les jonquilles ou les cardamines des prés et précèdent les floraisons de stellaires et de jacinthes bleues (ou plus rarement blanches). Les digitales se dressent avant que le parfum des chèvrefeuilles n'agrémente les sous-bois. Les fusains attirent le regard, ainsi que les houx et autres genêts ou ajoncs, avant que l'hiver n'endorme la végétation.

### Arbres remarquables

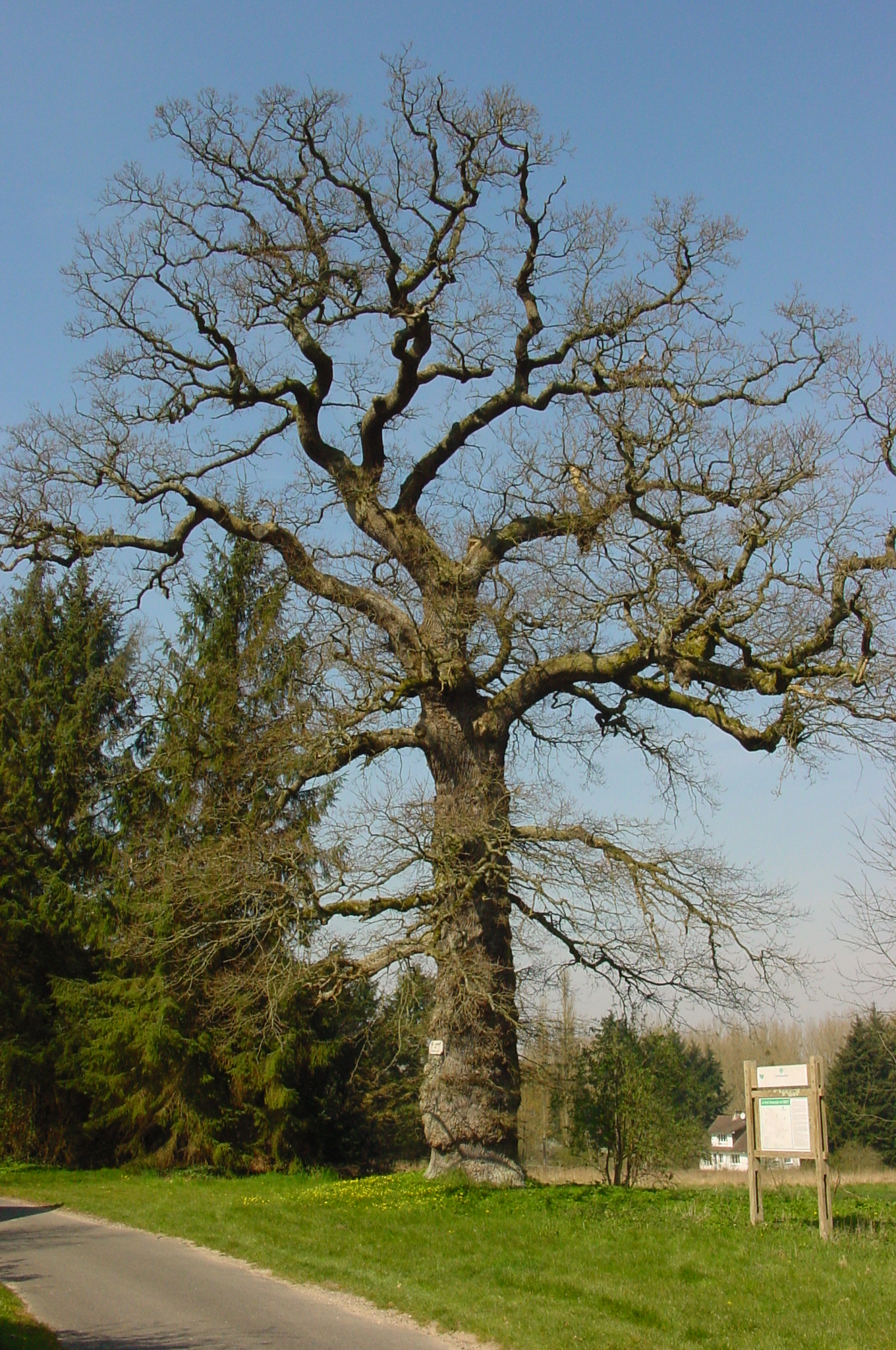
Chêne des Ramolleux

#### Sujets anciens
Le massif comprend quelques sujets anciens. Plus de vingt arbres remarquables ont été classés à partir de 1902 :
- le chêne des Ramolleux (600 ans estimés), qui aurait été planté après la bataille de Crécy.
- les Frères ennemis, tombés en 2018,
- le Hêtre Richard,
- le Rescapé,
- le Revenant,
- le Royal,
- le Vénérable... sont signalés sur les panneaux informatifs disposés en plusieurs points du domaine.

Certains de ces arbres, bien que figurant encore sur les documents d'information, ont été exploités...

Ces arbres ont été classés à partir de 1920.
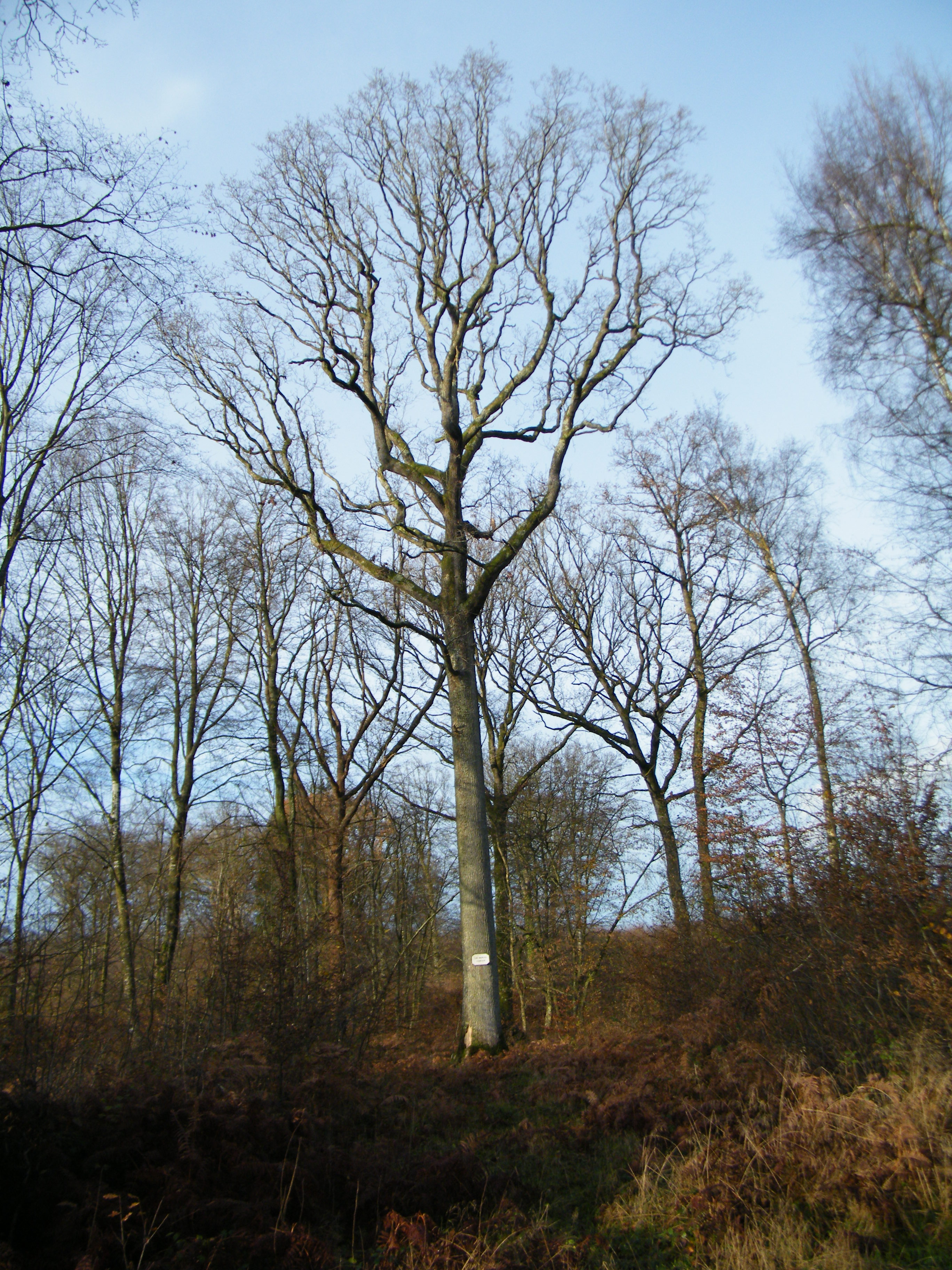
Le Royal.
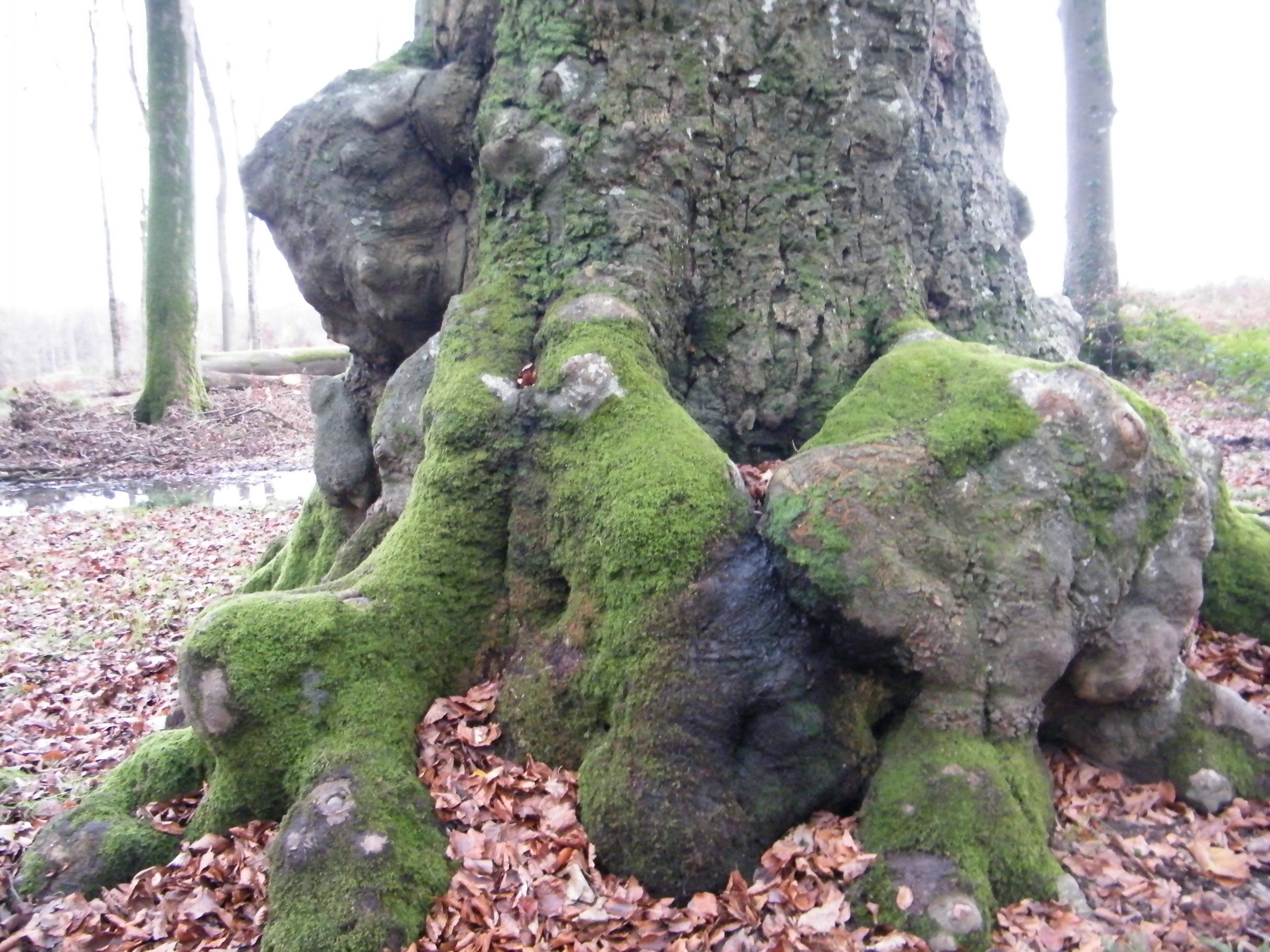
Le hêtre Richard.
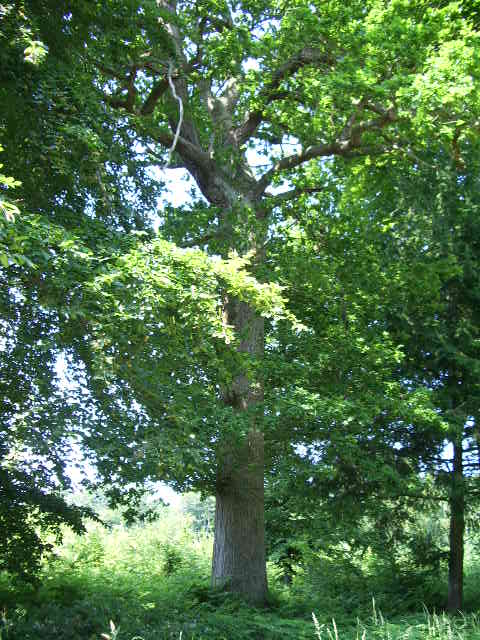
Le Rescapé.
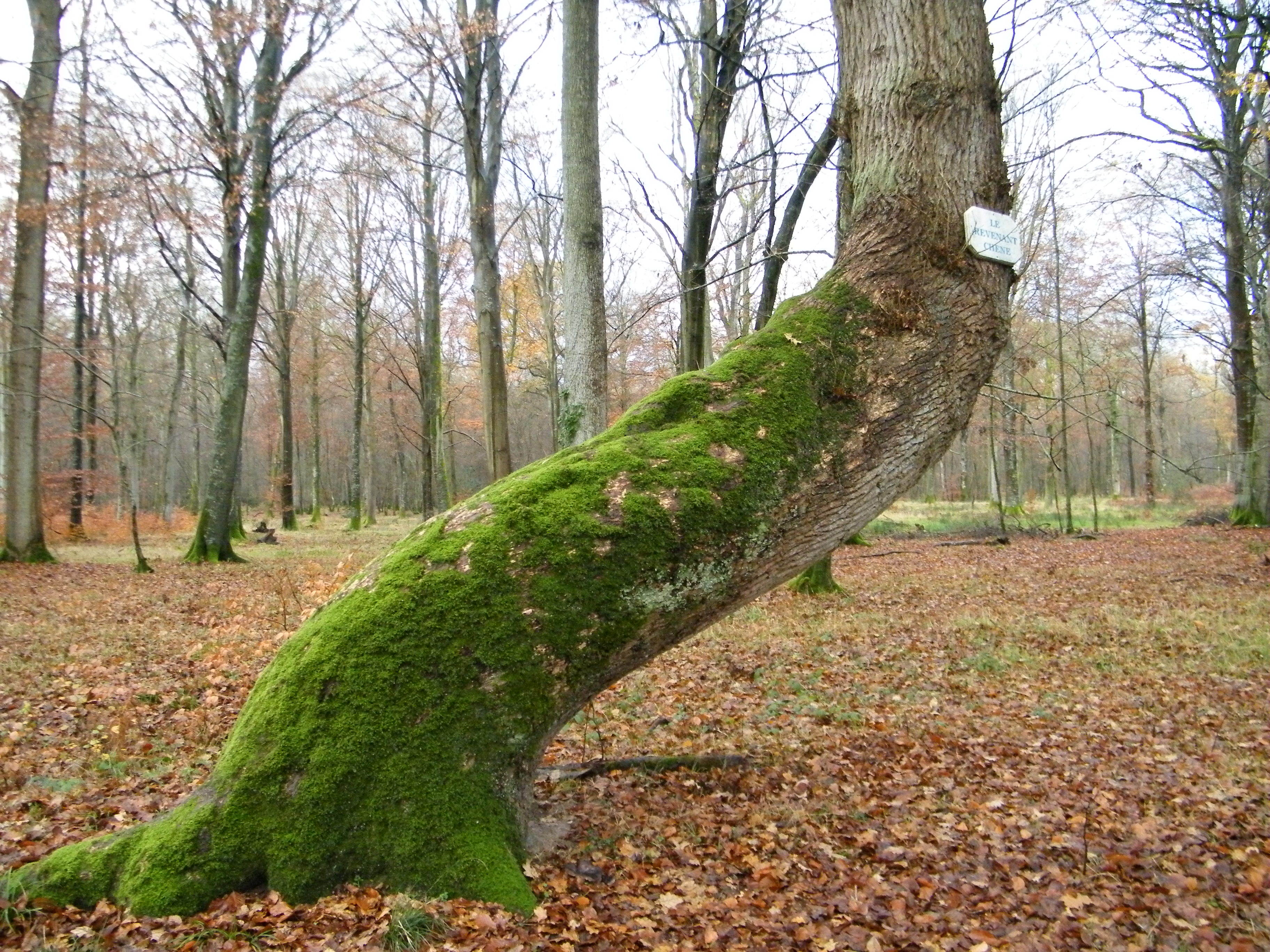
Le Revenant.
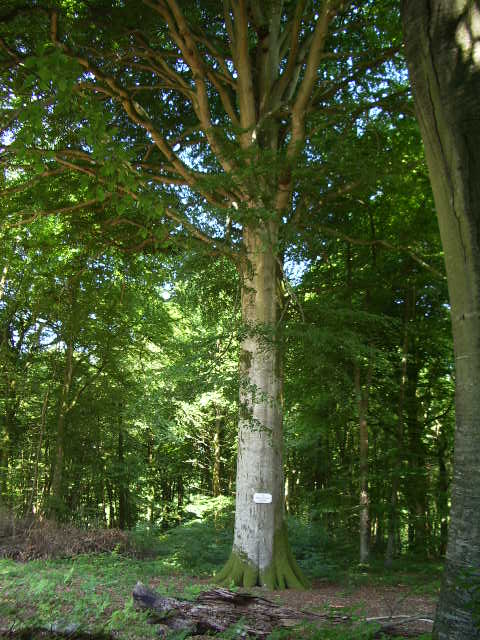
Le Bien venant.
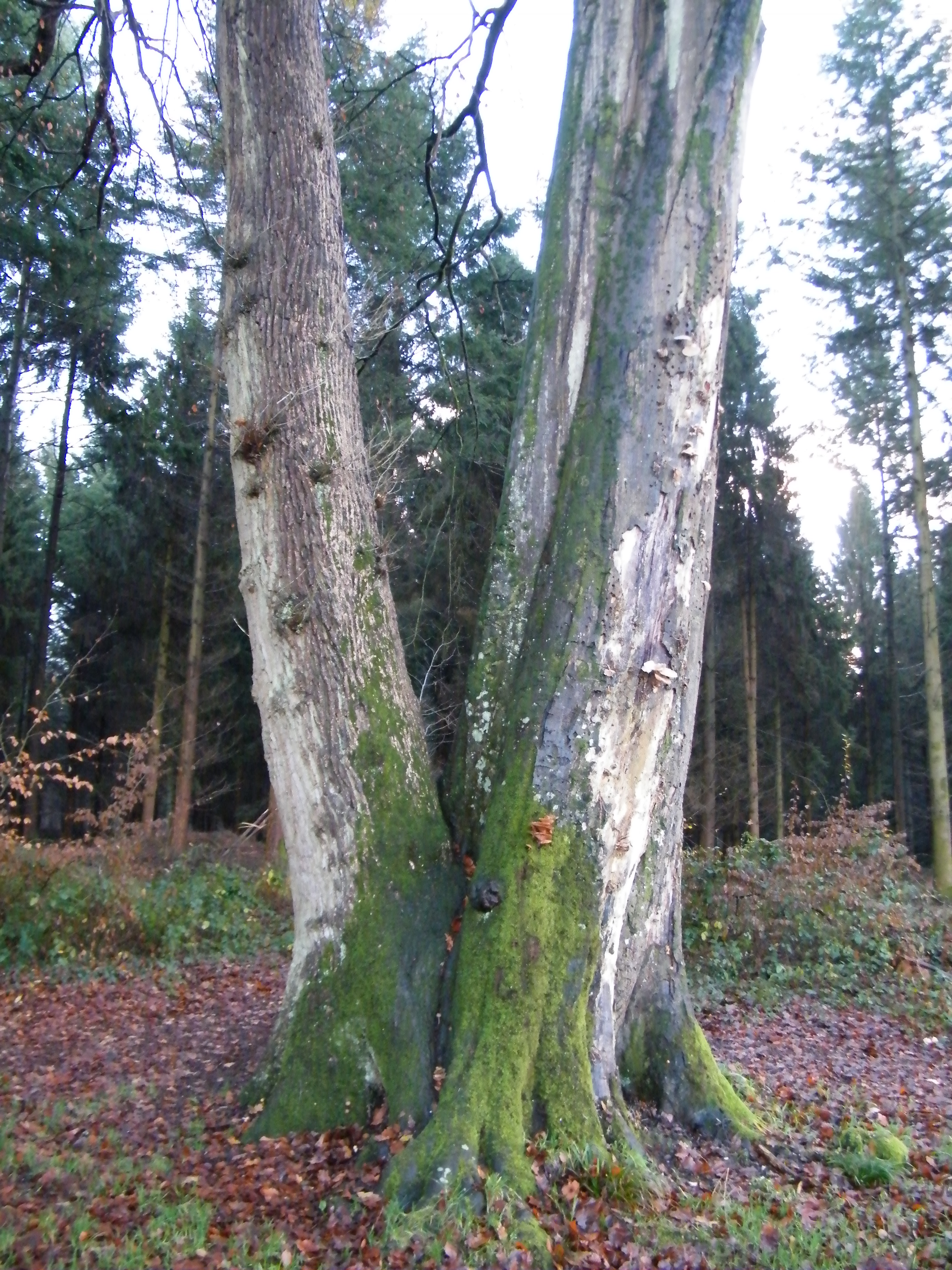
Les frères ennemis.
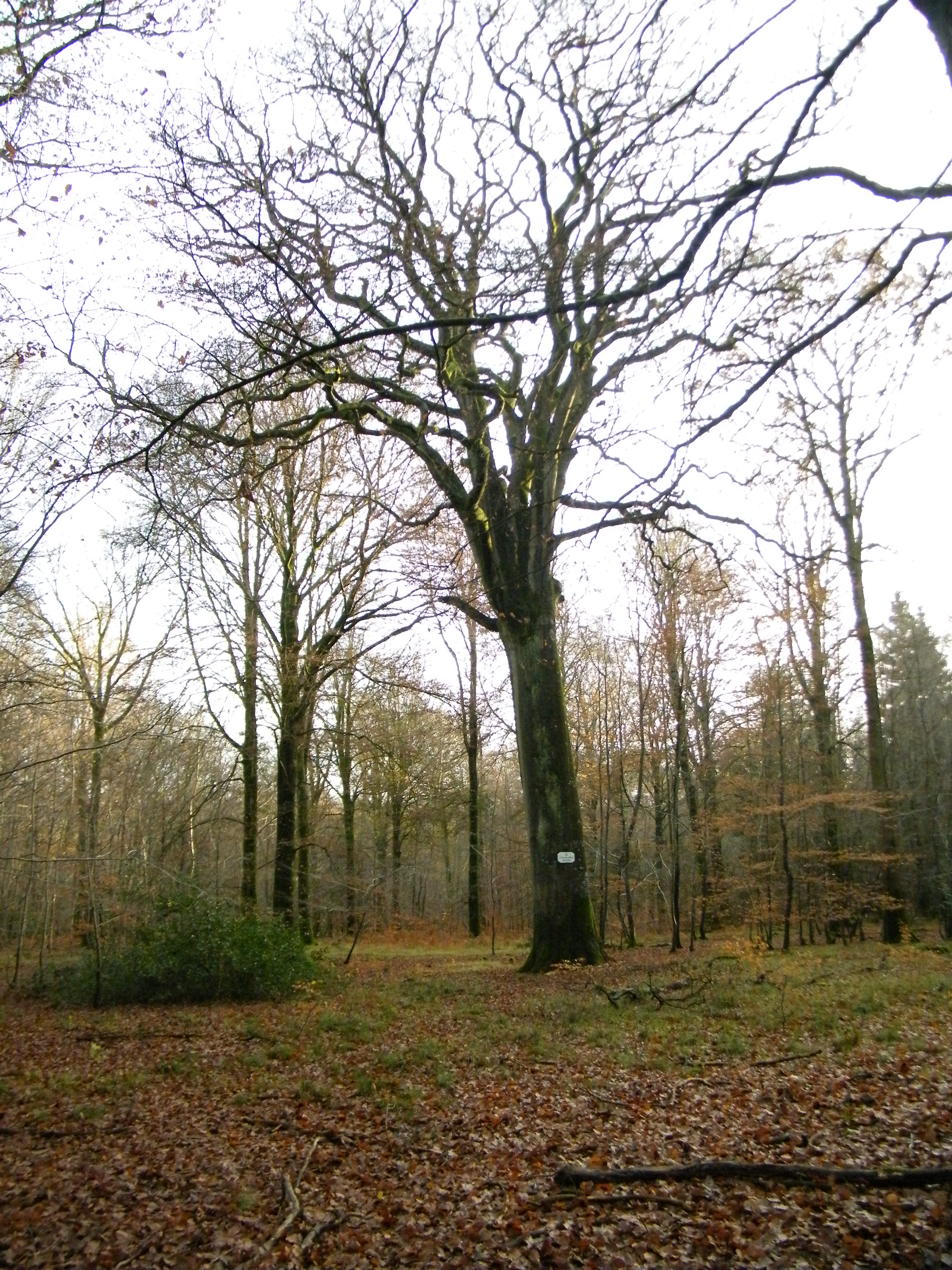
Le Vénérable.

#### Sujets sculptés
En mars 2016, sept arbres sont élagués en des lieux choisis, pour ne laisser que des troncs. En juin, cinq sculpteurs en font des œuvres monumentales sur le thème des « contes et légendes picards ».

Des arbres sculptés sont dispersés dans la forêt et ses abords.
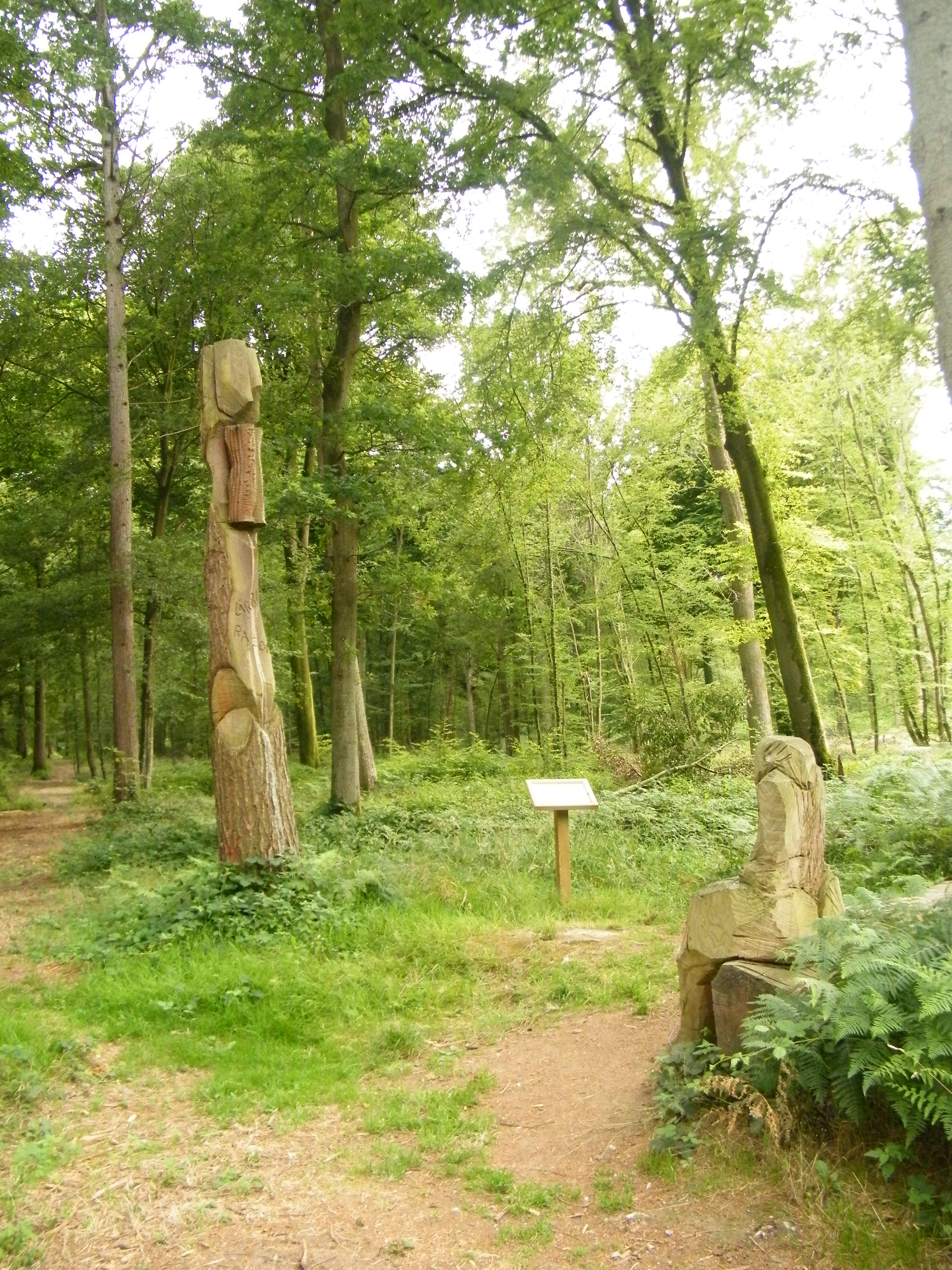
L'arbre raconte.
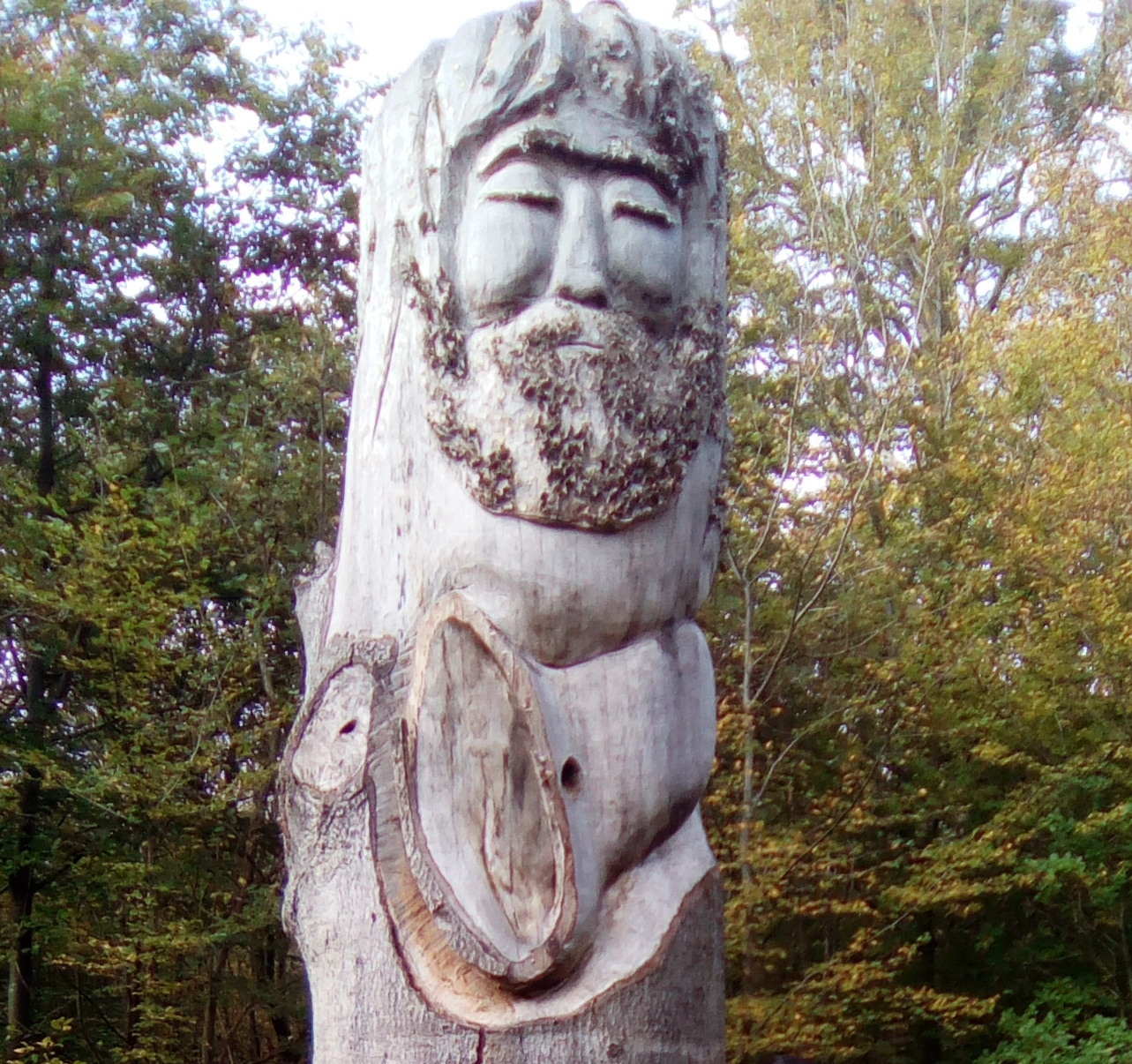
Le géant de Corbie, sculpture de Marlaine Morin.
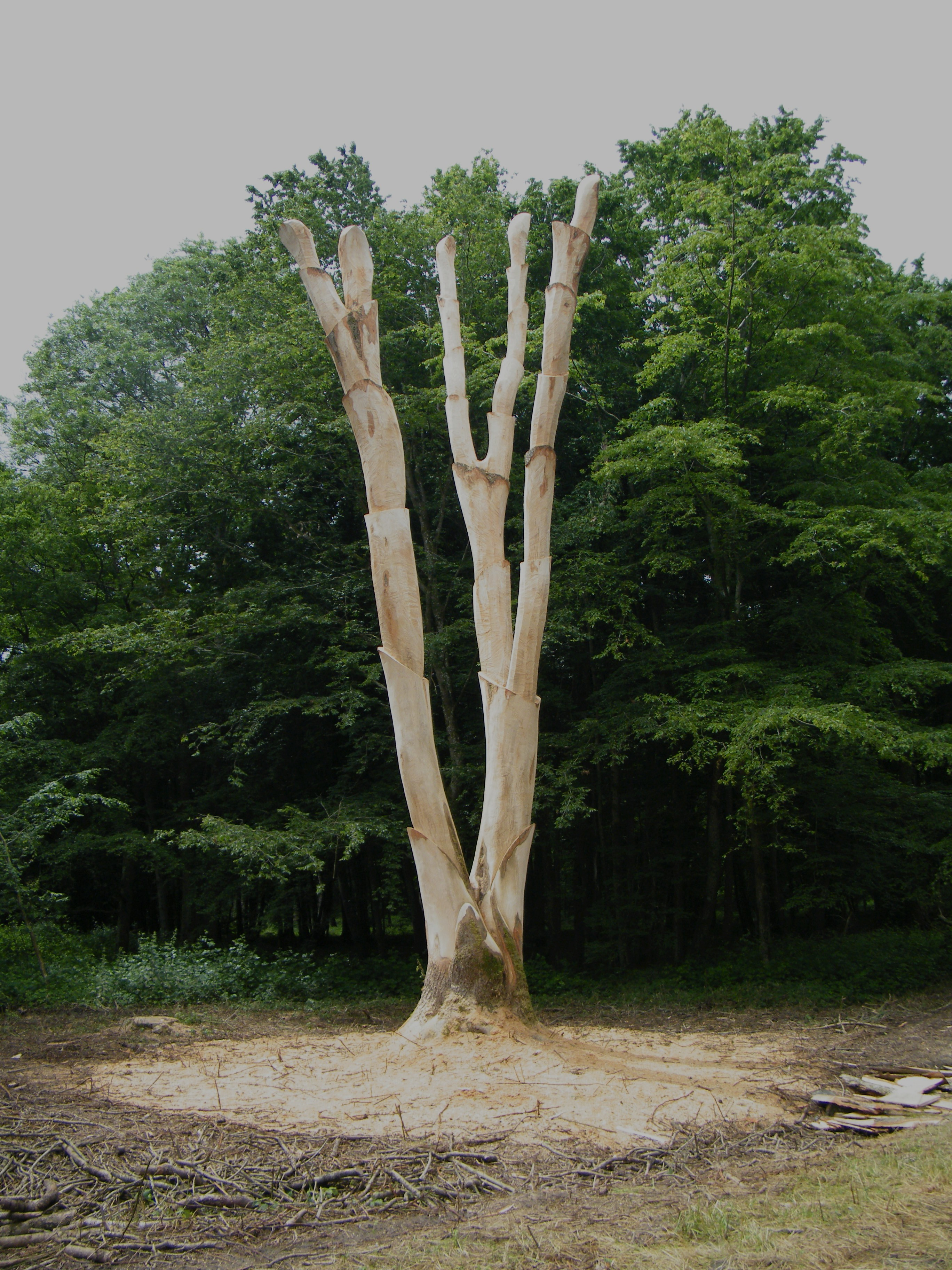
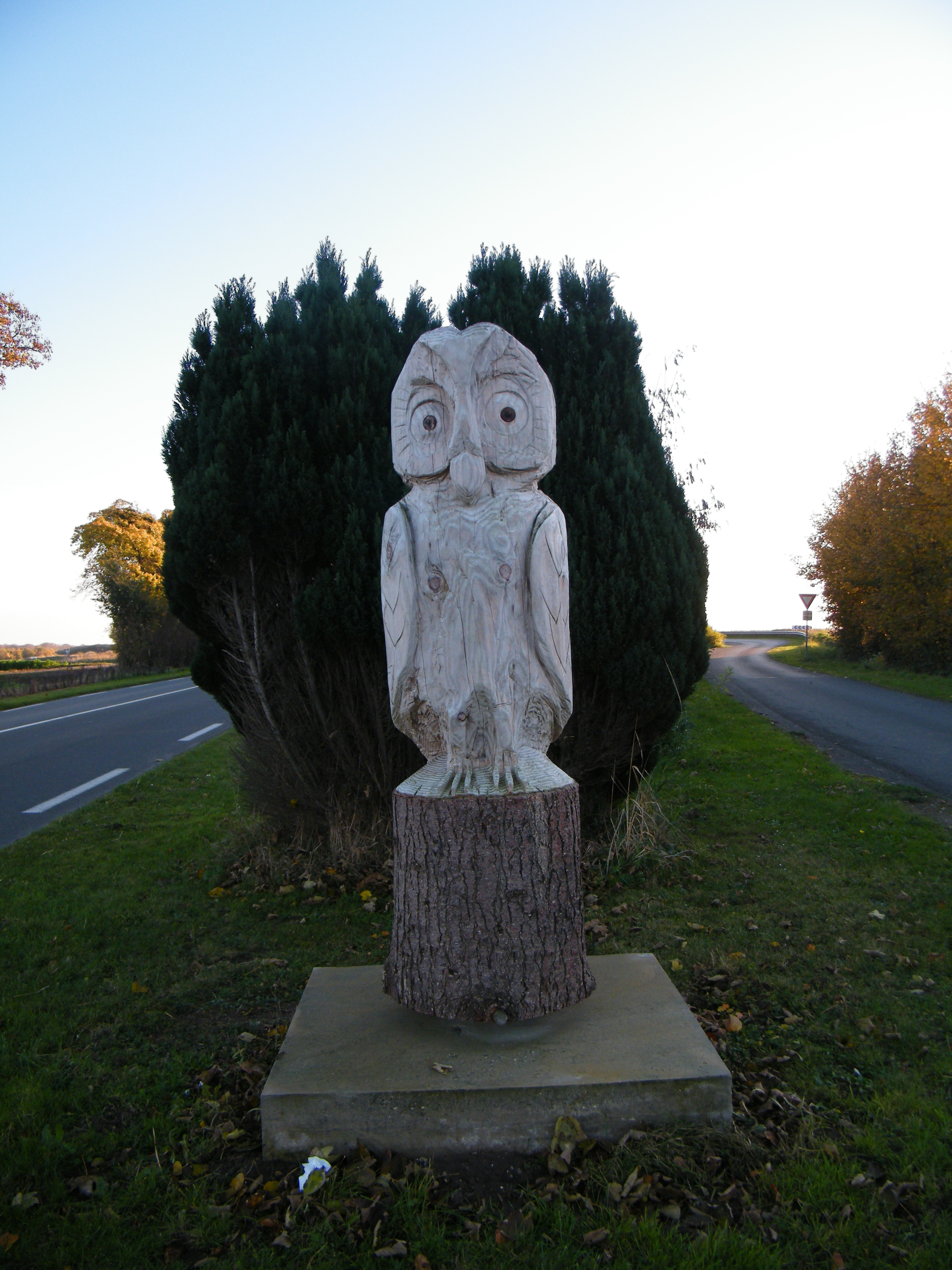
La chouette de Bernay.
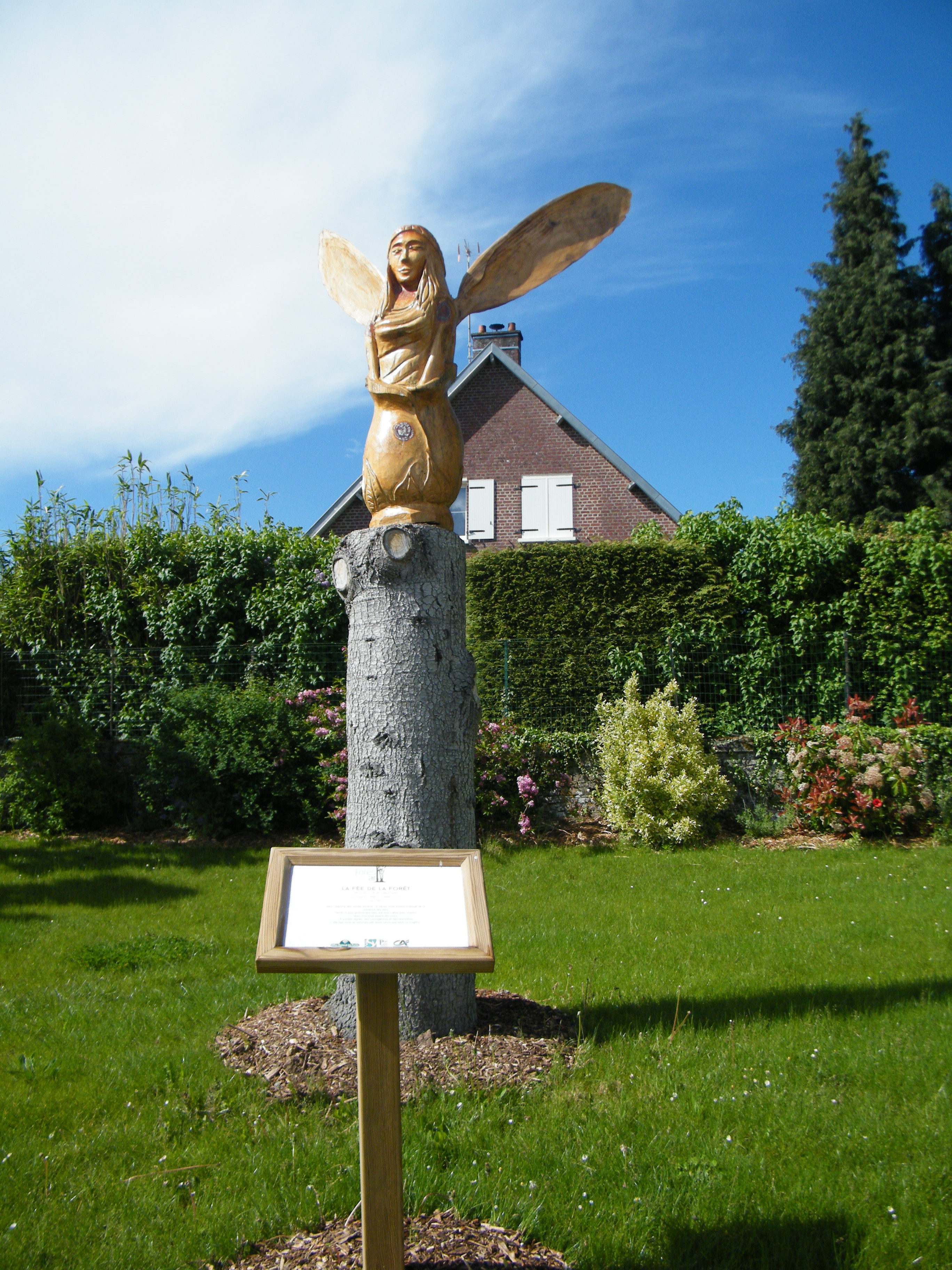
La fée Mélusine à Forest-l'Abbaye.
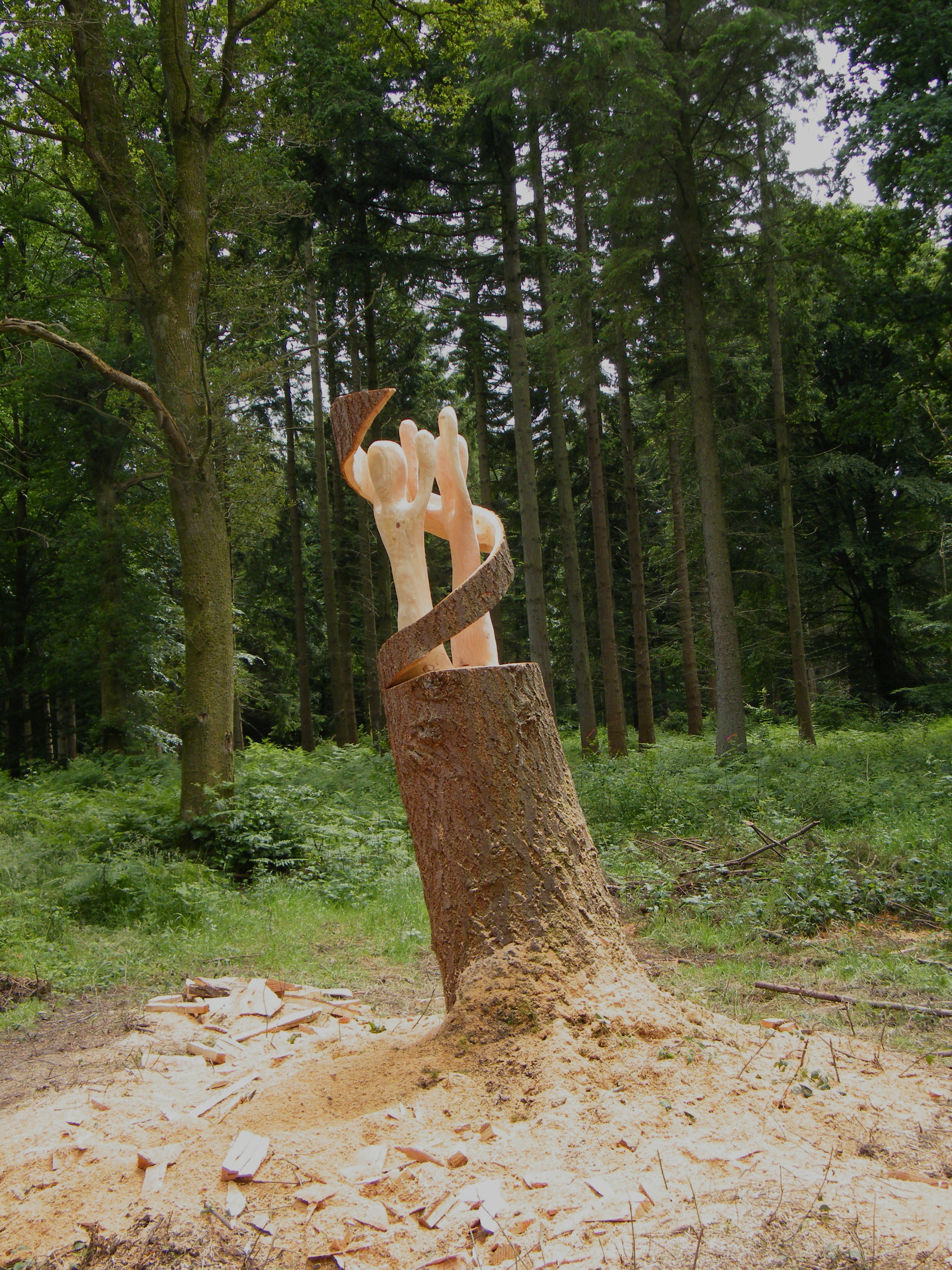

### Faune
La forêt abrite plusieurs grands mammifères, notamment le Sanglier et le Chevreuil ; on y chasse aussi le Faisan de Colchide et le Faisan vénéré. Une réserve cynégétique de six cents hectares a été constituée au centre du massif. Bien que la superficie de la forêt le permette, le Cerf en est absent (disparu pendant la Seconde Guerre Mondiale). Le Blaireau européen, la Fouine et l'Écureuil roux apportent un complément de vie faunistique. Plus rares, la Martre et le Pic noir sont signalés par les agents patrimoniaux de l'Office national des forêts. Des pullulations de petits rongeurs sont remarquées lors des années de fructifications importantes. C'est ainsi que le Campagnol roussâtre peut entraver la croissance des jeunes plantations en rongeant les écorces encore tendres. Le Muscardin bien que très discret peut, lui-aussi, être repéré.
Heureusement, les prédateurs naturels que sont les carnassiers et plusieurs espèces de rapaces nocturnes ou diurnes (Buse variable, Chouette hulotte, Chouette chevêche, Hibou moyen duc) en font alors l'essentiel de leur régime alimentaire.

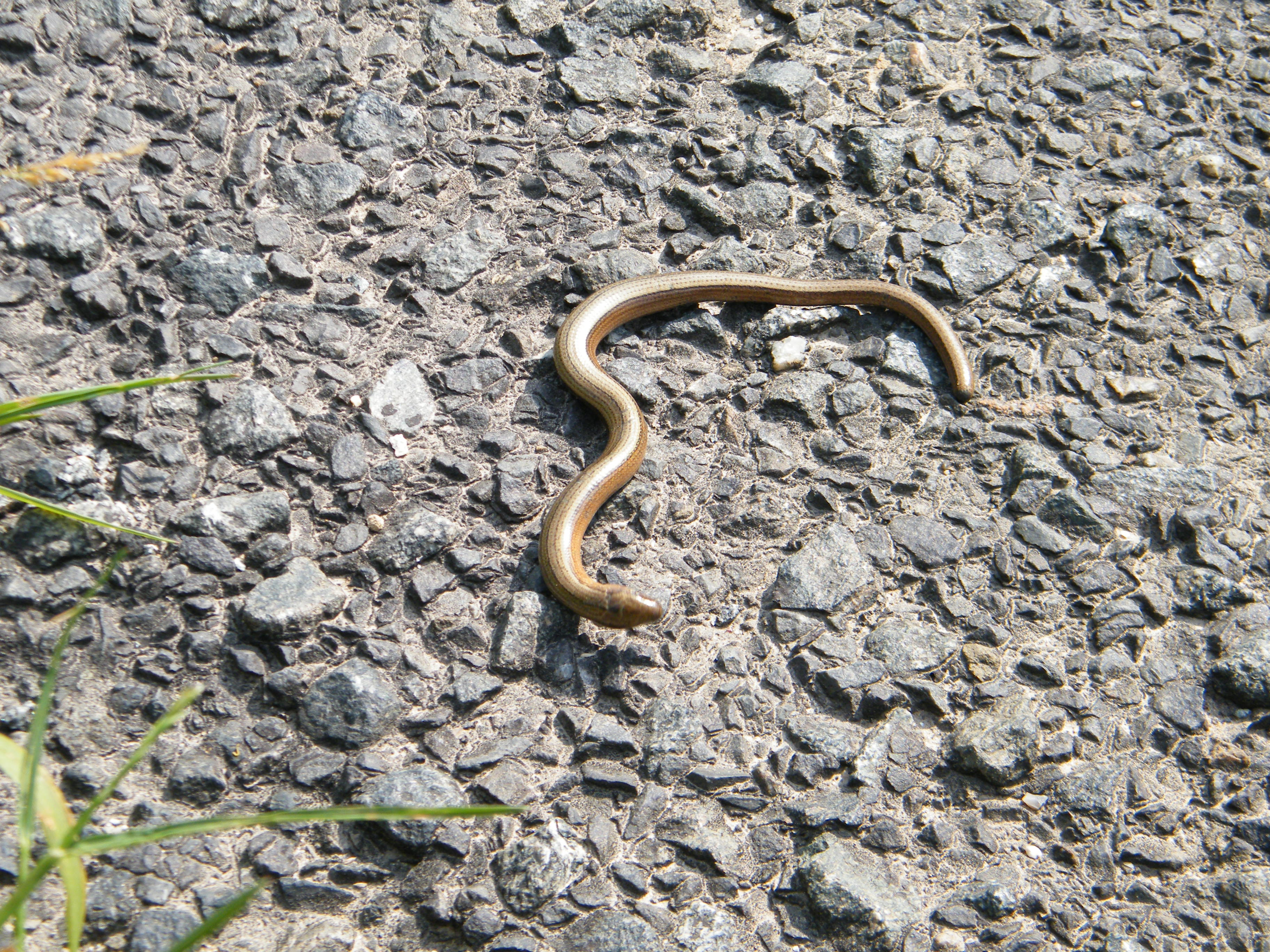
Orvet près du poste forestier de l'Ermitage.
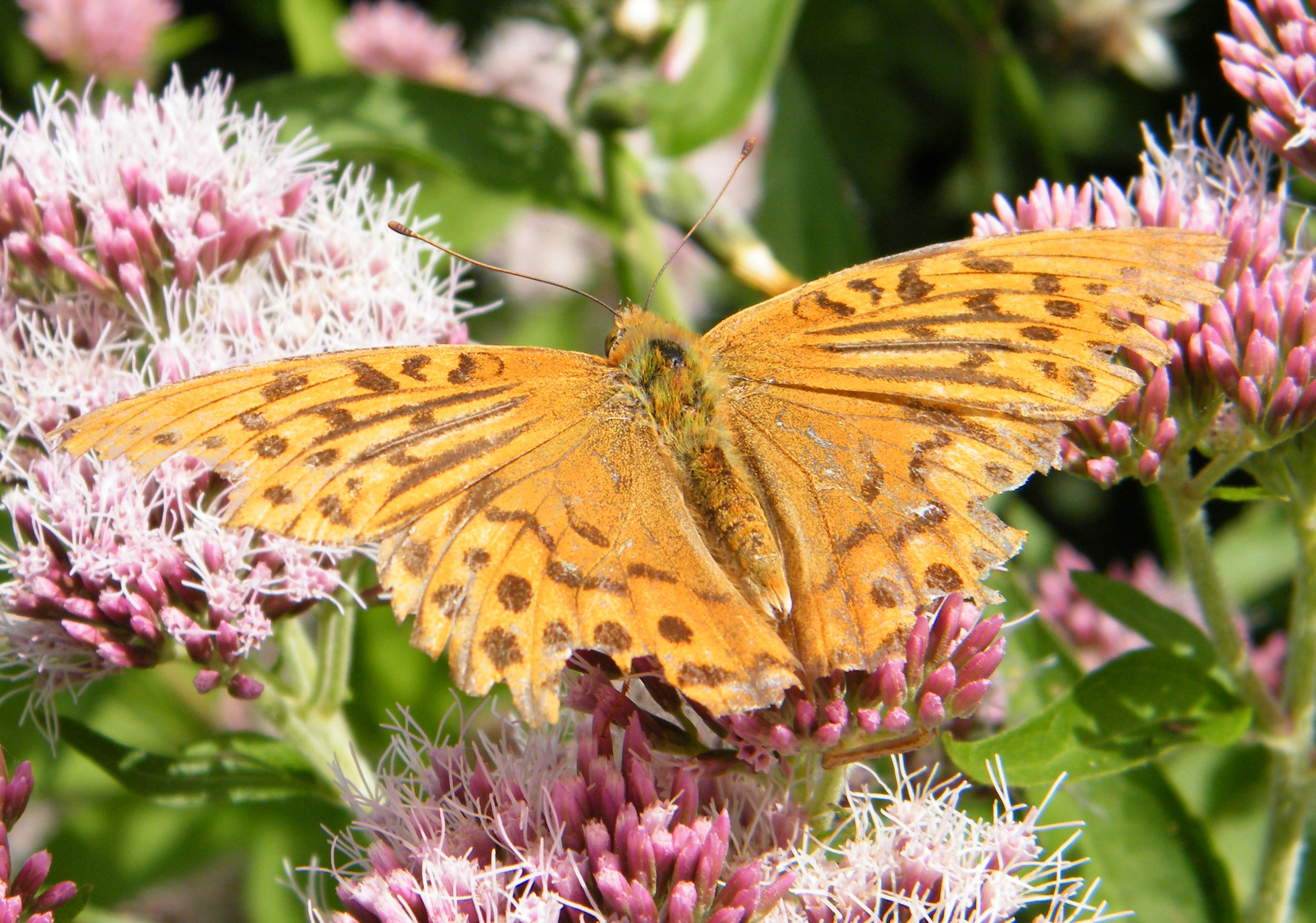
Tabac d'Espagne sur Eupatoire chanvrine, en forêt, 2013.
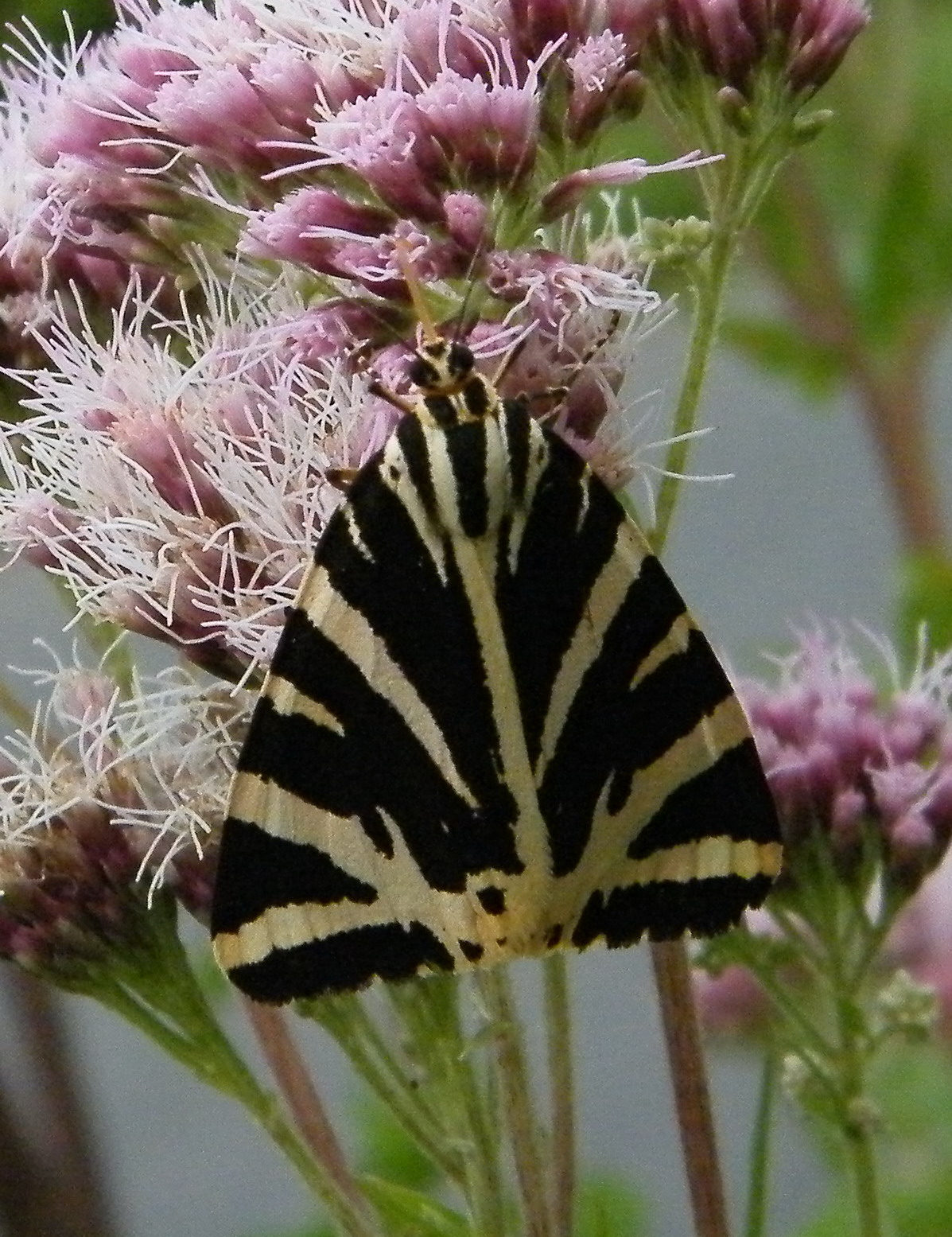
Écaille chinée, 2013.

## Chemins et routes
La forêt offre aux promeneurs un réseau de chemins avec neuf itinéraires de randonnée répertoriés.
En sortant de la forêt, on peut faire marche non seulement vers Crécy-en-Ponthieu, mais aussi vers Regnière-Écluse où se trouve un intéressant château de la Renaissance.
Au départ de Forest-Montiers, se trouve le circuit du geai, composé de deux boucles (21 km de la Baie à la forêt et 17 km en forêt) proposées à la randonnée cycliste et balisées par le Syndicat Mixte Baie de Somme Grand Littoral Picard.
La clairière du muguet, lieu emblématique, doit faire l'objet d'une mise en valeur, l'entretien des routes n'étant pas une priorité.

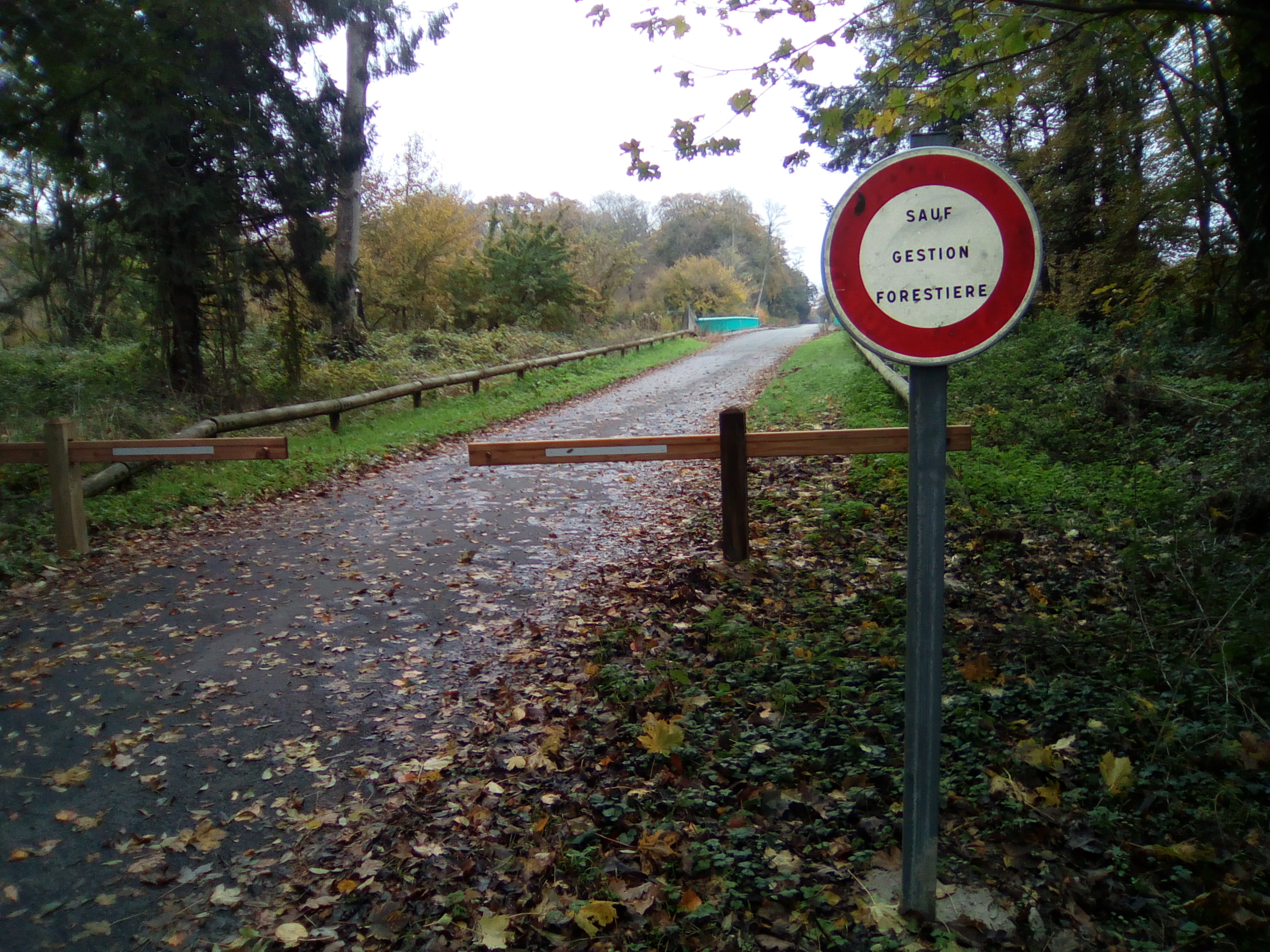
Interdiction de passage des véhicules particuliers.

Dans le cadre d'une politique de fermeture des routes forestières, l'Office National des Forêts (ONF) interdit d'entrer en forêt. Le village de Bernay-en-Ponthieu est concerné en premier. Au 1er novembre 2019, le passage des véhicules est interdit aux particuliers à partir du village de Forest-Montiers. Les autres accès font l'objet d'une mise à l'étude de la fermeture. Le maire de Crécy réclame la concertation et demande la réouverture des routes,,.

## Petit patrimoine

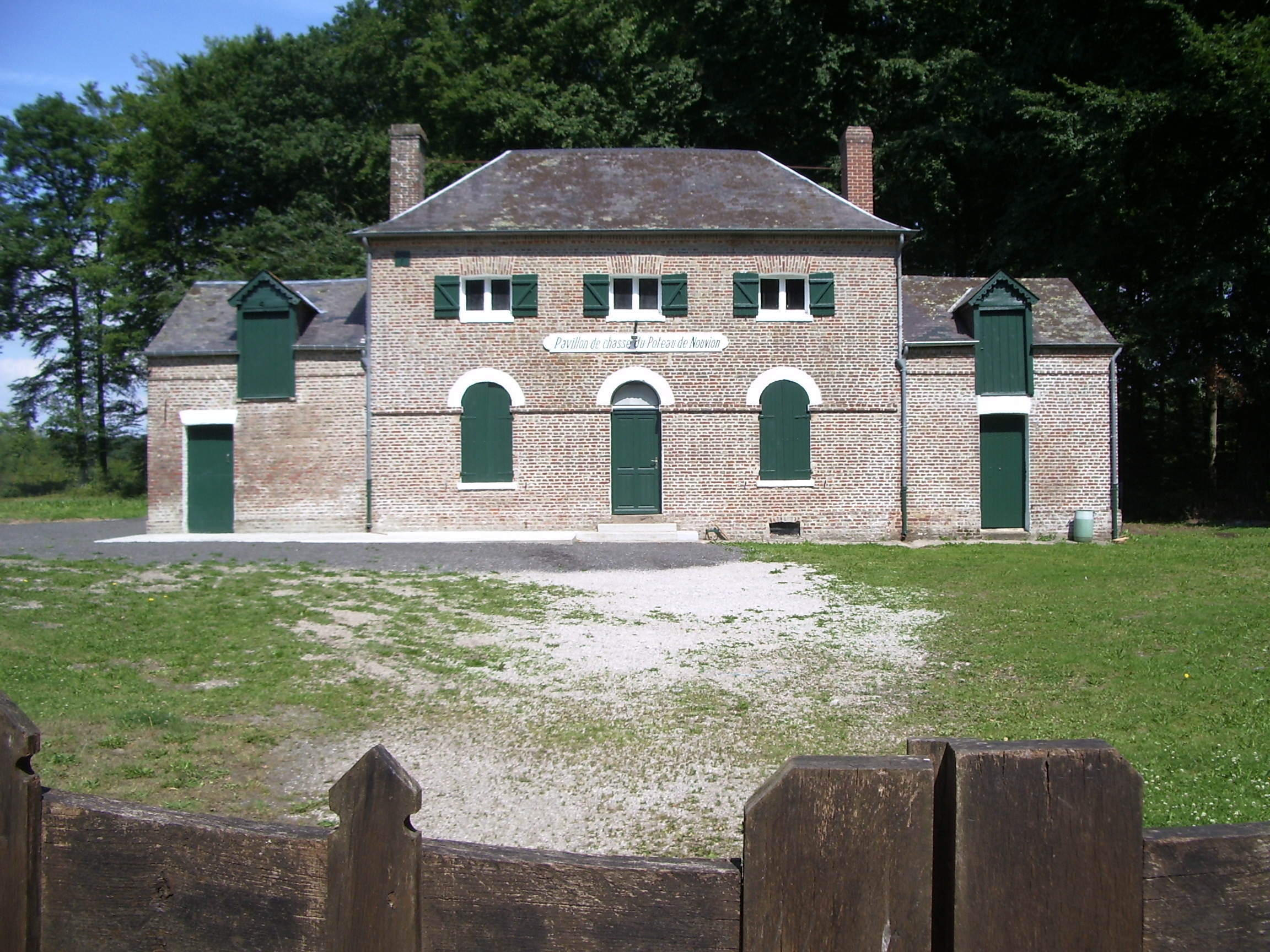
Pavillon de chasse du Poteau de Nouvion.

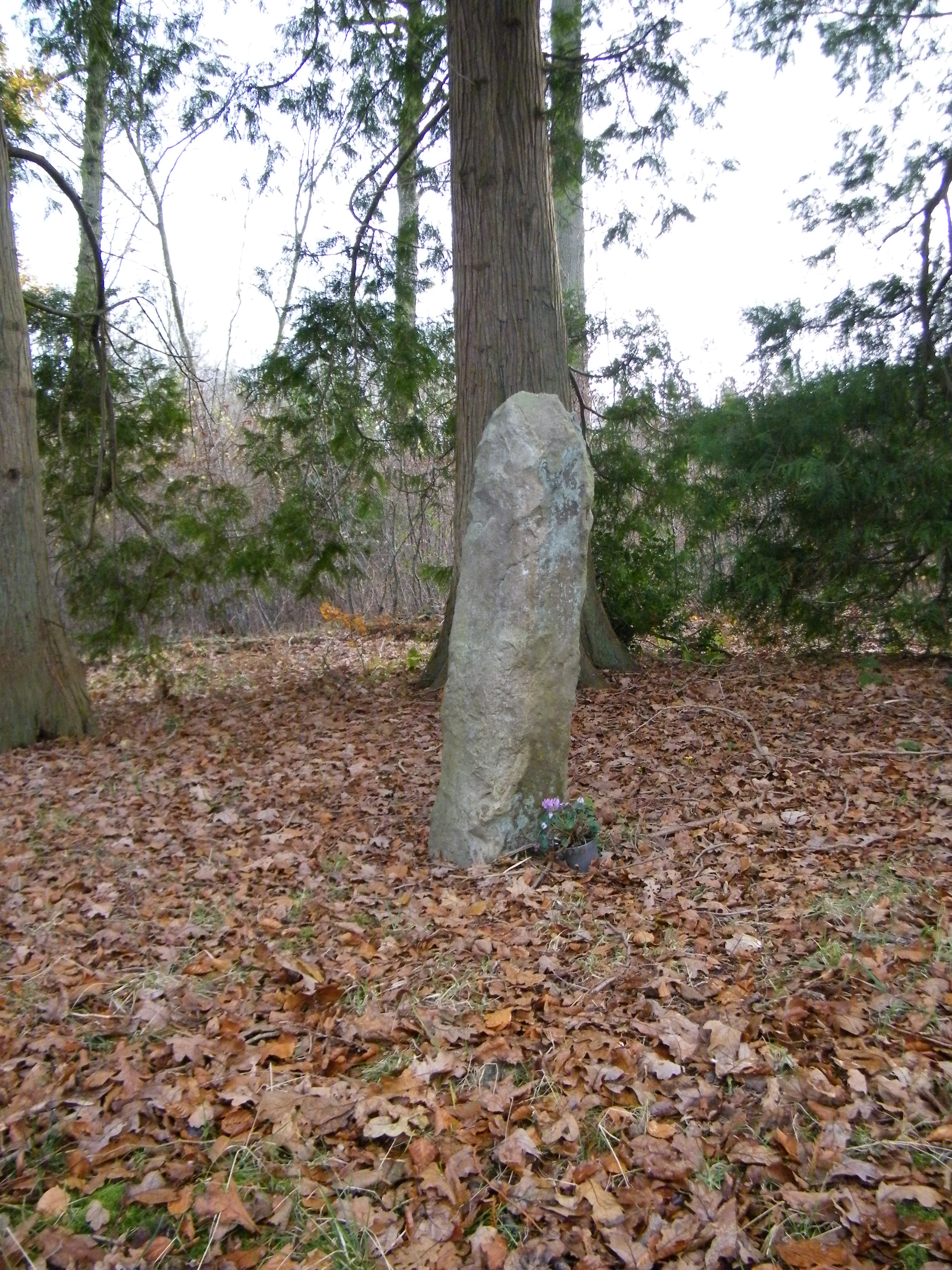
La longue borne, petit menhir préhistorique.

Une quinzaine de maisons forestières sont principalement situées sur le pourtour de la forêt. Elles servent de logement pour les agents ou de lieu de rassemblement pour les chasseurs.
Des mares, le plus souvent creusées par l'homme, perdurent sur le domaine et permettent aux animaux de s'abreuver et de maintenir une faune liée aux milieux humides, en l'absence de sources ou de points d'eau naturels. Toutefois, après un hiver pluvieux, l'eau source parfois temporairement au printemps.
Des plaques indicatrices anciennes en fonte (installées en février 1903) subsistent, enserrées dans l'aubier des arbres. Bien que métalliques, elles éclatent sous la pression exercée par la croissance des feuillus.
Le promeneur peut s'étonner de découvrir la vingtaine de refuges à chauves-souris mis en place pour la protection de ces mammifères volants.
Notre-Dame du Hamel, arbre à chapelle, peut se révéler l'aboutissement d'une randonnée de découverte ; tout comme la chapelle Sainte-Philomène qui bordure la forêt, sur le territoire de la commune de Nouvion.
La chapelle Maillet, édifiée au départ pour recevoir des défunts, est en réalité vouée à la dévotion et complète le patrimoine religieux du site.

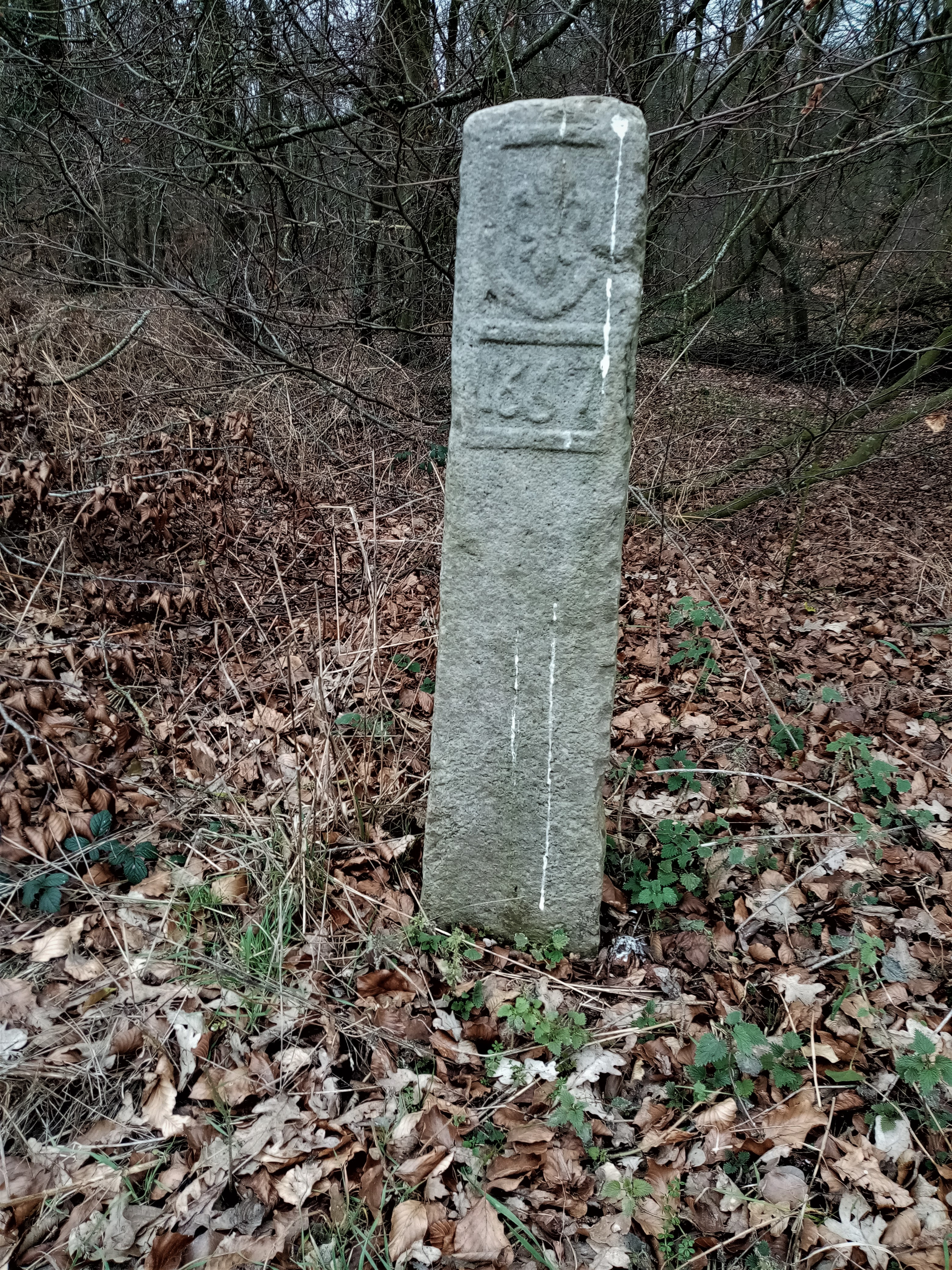
Borne royale de la sentinelle (1667).

Les bornes royales témoignent des divisions opérées sur le territoire.

## Exploitation
Les travaux  d'entretien et de renouvellement sont majoritairement effectués par quelques entreprises locales et des permanents sous la responsabilité des encadrants de l'ONF.
Environ 15 000 m³ de bois d'œuvre (hêtre d'excellente qualité, chêne) sont adjugés chaque année en bloc et sur pied lors de la grande vente d'automne à la salle polyvalente de Forest-l'Abbaye. Cette production monte certaines années à 45 000 m³ par an.
Une partie de la production est destinée au chauffage (bûches, plaquettes, pellets).

## Chasse

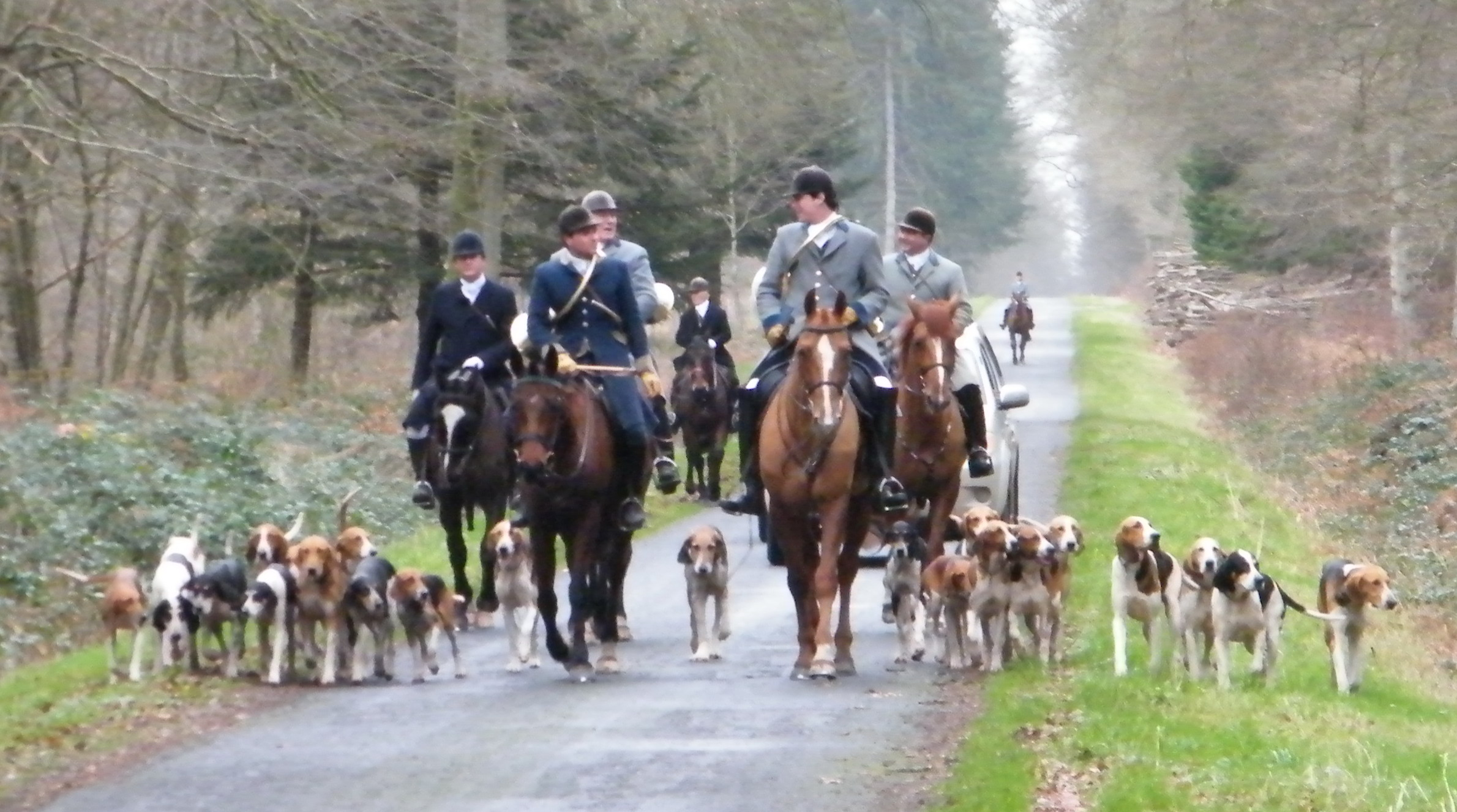
Chasse à courre en forêt de Crécy.

Elle permet de réguler le gibier qui sans cela compromettrait la régénération des peuplements forestiers. Le mode de chasse le plus fréquent est la battue, un jour par semaine de mi-octobre à fin février, avec signalisation des zones chassées. Pour la saison de chasse 1999-2000, le plan de chasse attribue près de 300 chevreuils et 220 sangliers : il est réalisé à 90 %.
Chaque année, il est procédé à des comptages et on établit des indices kilomériques d'abondance (IKA).
Moins nombreux, le lapin, le lièvre, le faisan de Colchide ou vénéré, la bécasse des bois sont également fort prisés. Le pigeon ramier est un migrateur qui peut se révéler abondant.
La chasse à courre du chevreuil et du sanglier est pratiquée occasionnellement.
L'attribution des quatre lots de chasse procure un revenu non négligeable.

## Pour approfondir